# Sarreguemines
Sarreguemines (en allemand : Saargemünd , en francique rhénan : Saargemìnn) est une commune française située dans le département de la Moselle, en région administrative Grand Est.
Cette commune se trouve dans la région historique de Lorraine et fait partie du bassin de vie de Moselle-est.
Ville de longue tradition faïencière, elle est au cœur d'une unité urbaine rassemblant sept communes et formant la cinquième agglomération du département avec 20 316 habitants en 2024.

## Géographie

### Localisation
Sarreguemines, à la frontière franco-allemande, est située au confluent de la Sarre et de la Blies. Cette configuration est confirmée par l’étymologie du lieu : le mot allemand Gemünd signifiant confluence se retrouve également dans le nom allemand de la ville, Saargemünd. Elle fait partie de l’eurodistrict SaarMoselle qui avoisine les 700 000 habitants.
Elle est traversée par le canal des houillères de la Sarre. Le chemin de halage du canal est emprunté par le grand itinéraire cyclable Eurovélo 5 (EV5 Via Romea Francigena de Londres à Rome/Brindisi).
Son agglomération s’étend d'ailleurs de part et d’autre de la frontière. L’aire urbaine compte 45 579 habitants pour sa partie française. Sarreguemines est la cinquième commune la plus peuplée du département de la Moselle après Metz, Thionville, Forbach et Montigny-lès-Metz.
| Grosbliederstroff, Rouhling | Kleinblittersdorf (de) | Blies-Guersviller, Frauenberg |
| Ippling                     | Sarreguemines          | Blies-Ebersing                |
| Woustviller, Hambach        | Neufgrange, Rémelfing  | Sarreinsming                  |

### Géologie et relief
Hydrogéologie et climatologie : Système d’information pour la gestion des eaux souterraines du bassin Rhin-Meuse :
Territoire communal : Occupation du sol (Corinne Land Cover); Cours d'eau (BD Carthage),
Géologie : Carte géologique; Coupes géologiques et techniques,
 Hydrogéologie : Masses d'eau souterraine; BD Lisa; Cartes piézométriques.

### Sismicité
Commune située dans une zone 1 de sismicité très faible.

### Hydrographie et les eaux souterraines
La commune est située dans le bassin versant du Rhin au sein du bassin Rhin-Meuse. Elle est drainée par la Sarre, le canal des houillères de la Sarre, la Blies, le ruisseau l'Altwiesenbach, le ruisseau le Strichbach, le ruisseau de Rouhling, le ruisseau de Woustviller, le ruisseau de Folpersviller, le ruisseau de le Buchholz, le ruisseau Itchbach, le ruisseau le Steinbach et le ruisseau Lembach.
La Sarre, d'une longueur totale de 129,2 km, est un affluent de la Moselle et donc un sous-affluent du Rhin, qui coule en Lorraine, en Alsace bossue et dans les Länder allemands de la Sarre (Saarland) et de Rhénanie-Palatinat (Rheinland-Pfalz).
Le canal des houillères de la Sarre, d'une longueur totale de 65,1 km, prend sa source dans la commune de Grosbliederstroff et se jette  dans la Sarre sur la commune, après avoir traversé 24 communes.
La Blies, d'une longueur totale de 19,7 km, prend sa source en Allemagne, pénètre dans la commune de Bliesbruck, puis constitue une limite séparative naturelle avec l'Allemagne jusqu'à sa confluence avec la Sarre au droit de Sarreguemines.
Le ruisseau l'Altwiesenbach, d'une longueur totale de 11 km, prend sa source dans la commune de Loupershouse et se jette  dans la Sarre sur la commune, après avoir traversé sept communes.
Le Strichbach, d'une longueur totale de 10,3 km, prend sa source dans la commune de Tenteling et se jette  dans l'Altwiesenbach  sur la commune, après avoir traversé six communes.
La qualité des eaux des principaux cours d’eau de la commune, notamment de la Sarre, du canal des Houilleres de la Sarre, de la Blies, du ruisseau l'Altwiesenbach et du ruisseau le Strichbach, peut être consultée sur un site dédié géré par les agences de l’eau et l’Agence française pour la biodiversité. Ainsi en 2020, dernière année d'évaluation disponible en 2022, l'état écologique du ruisseau l'Altwiesenbach était jugé médiocre (orange).

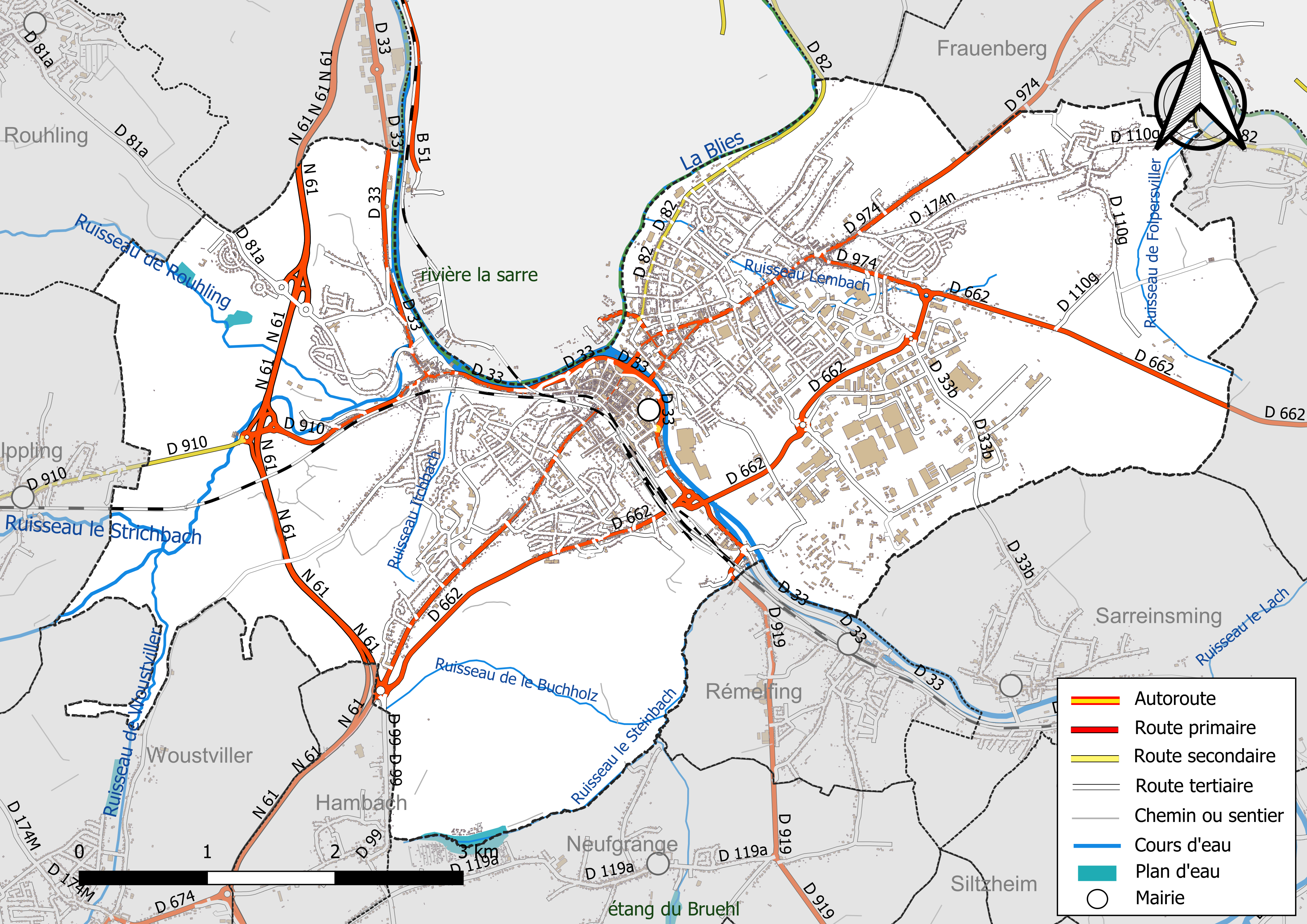
Réseaux hydrographique et routier de Sarreguemines.

### Climat
Pour des articles plus généraux, voir Climat du Grand Est et Climat de la Moselle.
En 2010, le climat de la commune est de type climat des marges montargnardes, selon une étude du Centre national de la recherche scientifique s'appuyant sur une série de données couvrant la période 1971-2000. En 2020, Météo-France publie une typologie des climats de la France métropolitaine dans laquelle la commune est exposée à un climat semi-continental et est dans la région climatique Vosges, caractérisée par une pluviométrie très élevée (1 500 à 2 000 mm/an) en toutes saisons et un hiver rude (moins de 1 °C).
Pour la période 1971-2000, la température annuelle moyenne est de 10 °C, avec une amplitude thermique annuelle de 17,1 °C. Le cumul annuel moyen de précipitations est de 850 mm, avec 12 jours de précipitations en janvier et 9,2 jours en juillet. Pour la période 1991-2020, la température moyenne annuelle observée sur la station météorologique de Météo-France la plus proche, « Seingbouse », sur la commune de Seingbouse à 17 km à vol d'oiseau, est de 10,5 °C et le cumul annuel moyen de précipitations est de 731,4 mm. 
La température maximale relevée sur cette station est de 37,9 °C, atteinte le 25 juillet 2019 ; la température minimale est de −17 °C, atteinte le 20 décembre 2009,,.
Les paramètres climatiques de la commune ont été estimés pour le milieu du siècle (2041-2070) selon différents scénarios d'émission de gaz à effet de serre à partir des nouvelles projections climatiques de référence DRIAS-2020. Ils sont consultables sur un site dédié publié par Météo-France en novembre 2022.

## Urbanisme

### Typologie
Au 1er janvier 2024, Sarreguemines est catégorisée petite ville, selon la nouvelle grille communale de densité à sept niveaux définie par l'Insee en 2022.
Elle appartient à l'unité urbaine de Sarreguemines (partie française), une agglomération internationale regroupant sept  communes, dont elle est ville-centre,,. Par ailleurs la commune fait partie de l'aire d'attraction de Sarreguemines (partie française), dont elle est la commune-centre,. Cette aire, qui regroupe 48 communes, est catégorisée dans les aires de 50 000 à moins de 200 000 habitants,.

### Occupation des sols
L'occupation des sols de la commune, telle qu'elle ressort de la base de données européenne d’occupation biophysique des sols Corine Land Cover (CLC), est marquée par l'importance des territoires artificialisés (44,5 % en 2018), en augmentation par rapport à 1990 (34,9 %). La répartition détaillée en 2018 est la suivante : 
zones urbanisées (29,6 %), forêts (29,5 %), zones industrielles ou commerciales et réseaux de communication (10,8 %), prairies (9,5 %), zones agricoles hétérogènes (9 %), espaces verts artificialisés, non agricoles (4,1 %), cultures permanentes (3,4 %), terres arables (2,7 %), milieux à végétation arbustive et/ou herbacée (1 %), zones humides intérieures (0,3 %). L'évolution de l’occupation des sols de la commune et de ses infrastructures peut être observée sur les différentes représentations cartographiques du territoire : la carte de Cassini (XVIIIe siècle), la carte d'état-major (1820-1866) et les cartes ou photos aériennes de l'IGN pour la période actuelle (1950 à aujourd'hui).

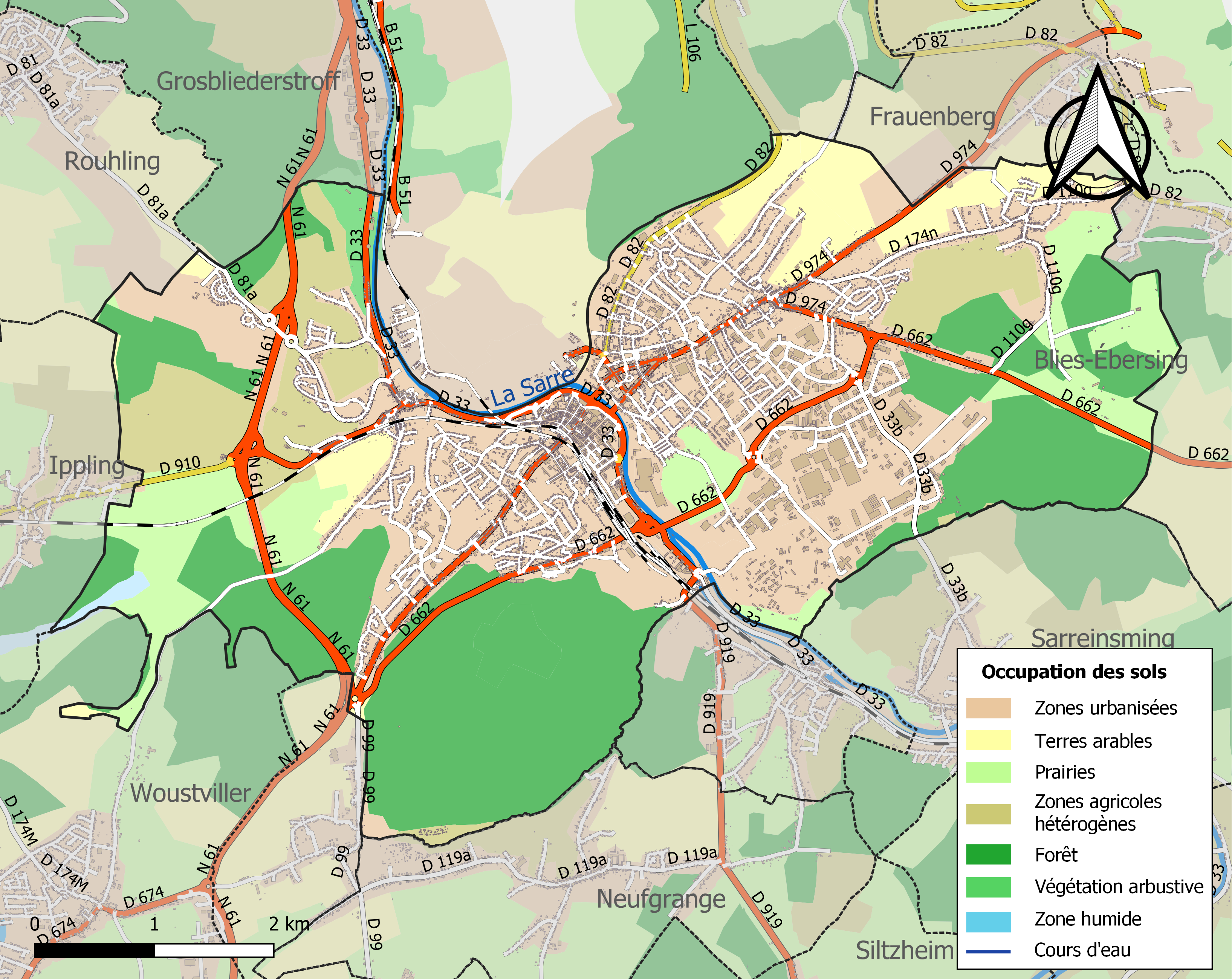
Carte des infrastructures et de l'occupation des sols de la commune en 2018 (CLC).

### Lieux-dits, hameaux et écarts

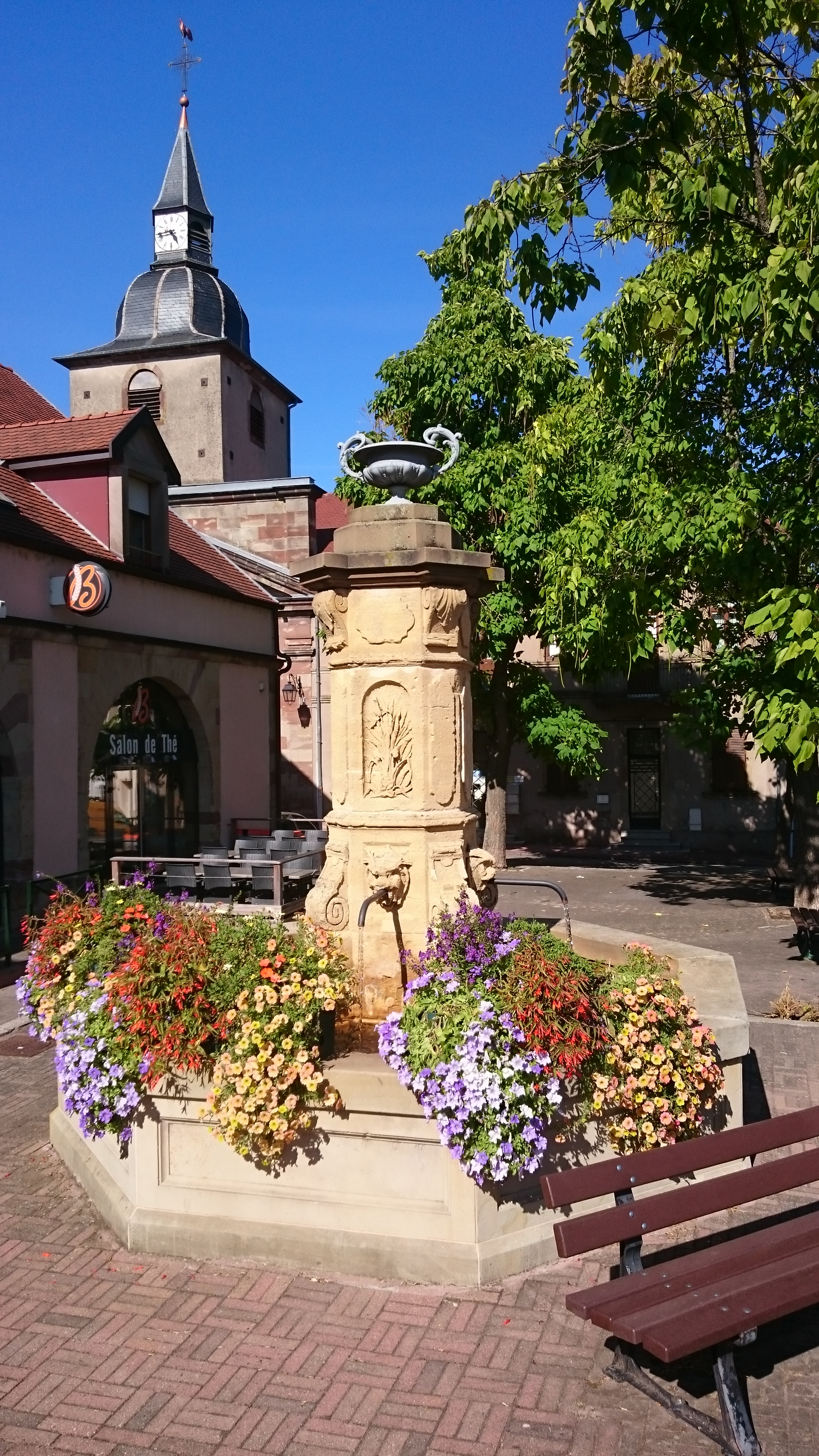
Une fontaine, et l'église de Welferding, quartier périphérique Ouest de la ville.

- Welferding : ancienne commune rattachée à Sarreguemines en 1964
- Lotissement du golf
- Himmelsberg
- Beausoleil
- Blauberg (Bloobersch[20] en francique rhénan)
- Quartier de la Forêt
- Sarreguemines-Centre
- Cité des Faïenceries
- Blies
- Allmend
- Neunkirch : ancienne commune rattachée à Sarreguemines en 1964
- Gregersberg
- Palatinat
- Folpersviller : ancienne commune rattachée à Sarreguemines en 1971

### Voies de communication et transports
- Fluo Grand Est.

#### Réseau routier
Sarreguemines est desservie par la route nationale 61, ou RN 61, qui est une route nationale française reliant Phalsbourg à Sarrebruck en Sarre. Elle est aussi reliée par la route nationale 62, ou RN 62, qui est une ancienne route nationale française. Elle a, dans sa dernière version, relié Haguenau à Sarreguemines.

#### Pistes cyclables
Il existe au départ de la ville des circuits cyclables permettant de longer la Sarre.

#### Voies ferrées

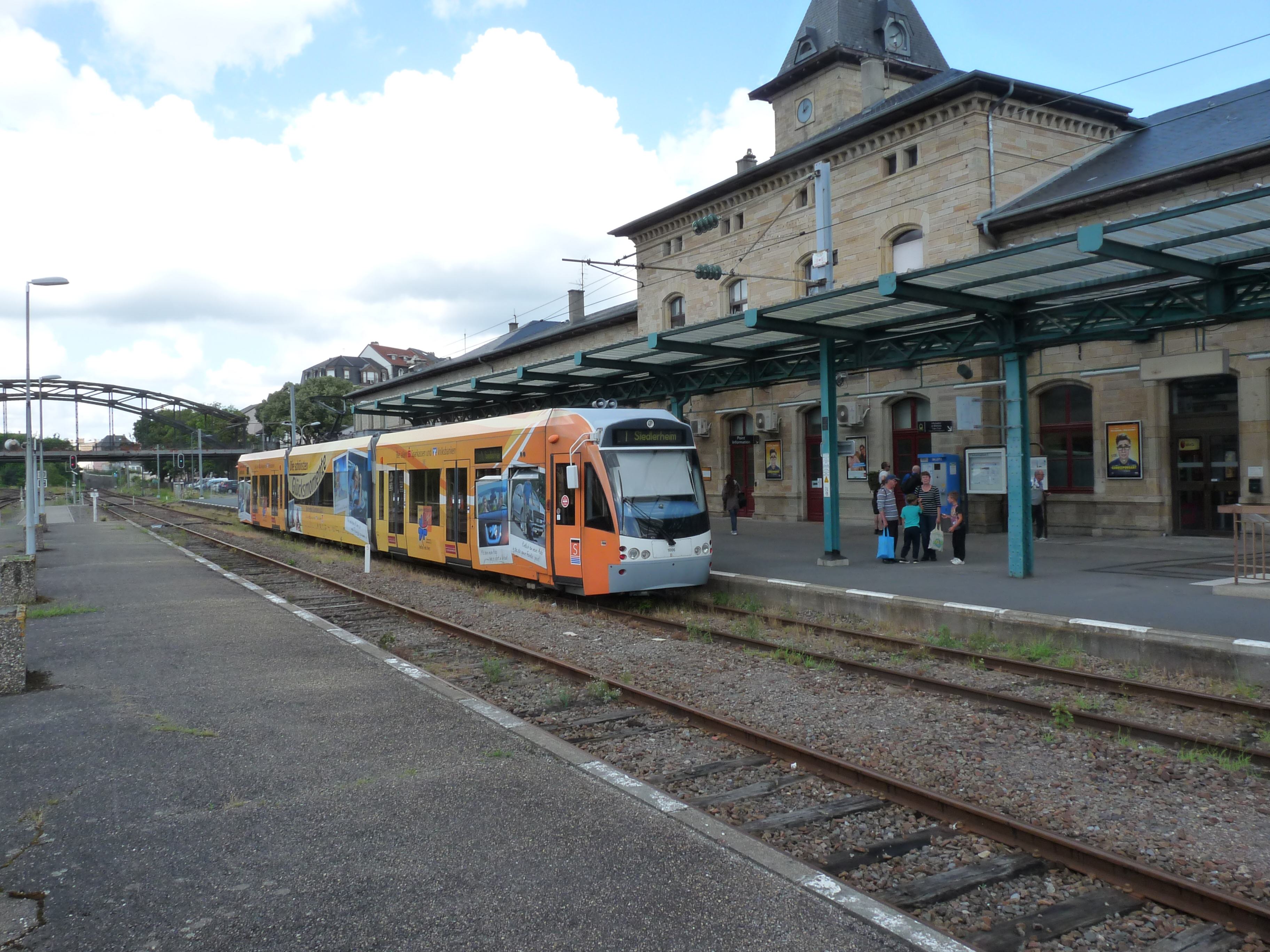
Tram-train en gare de Sarreguemines.

Nœud ferroviaire, la gare de Sarreguemines est actuellement desservie par des trains express régionaux en direction de Metz (via Béning), Sarrebruck et Strasbourg.
Par le passé, elle disposait aussi de liaisons directes avec Haguenau (1869-1996) par Bitche (1869-2011), Hombourg ou Deux-Ponts (1875-1952) par Bliesbruck (1875-1959), Nancy (1881-1969) ou Sarrebourg (1872-2000) et Sarre-Union (1872-2018) par Hambach (1872-1971) puis Kalhausen, et enfin Thionville (à partir de 1882) par Béning.
Depuis 1997, elle est également desservie par le tram-train transfrontalier Saarbahn qui relie la ville à la ville allemande de Sarrebruck.

## Toponymie
- Anciennes attestations[21] : nommée pour la première fois dans les chartes de Pépin, duc d'Austrasie, en faveur de l'abbaye d'Echternach en 706; Gaimundas (706) ; Gamundias (706) ; Gamundia (777) ; Guemunde (1248) ; Gemonde (1274) ; Gemönde (1297) ; Guemundia (1301) ; Gemindt, Gemeindt (1380) ; Guemindia (1393) ; Gemont (1471) ; Gemüde (1471) ; Sargemünt (1577) ; Saargemünde (1592) ; Guemunde (1594) ; Sargemund (1606) ; Sargemeingt (1612) ; Gueminde (1616) ; Zerguemine (1632) ; Sar-Gemünd (1636) ; Gemünd an der Sar (1645) ; Sargueminde (1661) ; Sarguemine (1670) ; Sarguemines (1698) ; Zargueminde (1698) ; Zarguemines (1707) ; Zarreguemines (1719) ; Zareguemine (1756) ; Sareguemines (1772).
- Saargemünd en allemand standard et Saargemìnn[20],[22] en francique rhénan.

Ce n'est qu'en 1577 que la Sarre (province) est spécifiée dans ce toponyme avec un Sargemünt qui se fixera alors jusqu'à nos jours.

Sarreguemines, en lorrain Sarregeminn, est attesté pour la première fois dans les chartes de Pépin, duc d'Austrasie où il est fait mention d'un legs par Fulrad, conseiller de Pépin le Bref et de Charlemagne au bénéfice de l'abbaye d'Epternac - diocèse de Trêves. Nous sommes alors en l'an 706 et une partie de ce legs concerne une villa située au confluent de la Sarre et de la Bliese, sur un territoire qui deviendra Sarreguemines.
- De Sarre + ge-münd « embouchure », non pas « de la Sarre », mais « dans la Sarre »[23]. La forme Sarreguemines est probablement une francisation graphique de Saargemìnn, nom dialectal de cette ville. Toponyme similaire Gemünd (Rhénanie).

## Histoire

### Origine médiévale
La première mention de Sarreguemines dans un texte officiel remonte à 777, il s'agit d'un testament dans lequel le prêtre Fulrad, conseiller de Pépin le Bref et Charlemagne, cède ses possessions de la région - dont celles de Sarreguemines (Gaimundia en latin) - à l'abbaye de Saint-Denis. Du Xe siècle jusqu'au XIIe siècle, le bourg de Sarreguemines se développe autour d'un château fort construit afin de surveiller le confluent entre la Sarre et la Blies. En 1297, Sarreguemines passa du duché de Deux-Ponts au duché de Lorraine, État souverain du Saint-Empire romain germanique.

### Temps modernes
En 1698, la ville devint le chef-lieu du bailliage d'Allemagne. Les habitants y parlaient (et y parlent encore pour un certain nombre) un dialecte germanique, le Francique lorrain ou « platt ».
En vertu du traité de Vienne de 1735-1738, le duché fut attribué à Stanislas Leszczynski, roi détrôné de Pologne (anciennement réfugié dans le duché de Deux-Ponts voisin) mais beau-père du roi Louis XV de France qui résidait dans le sud du duché, à Lunéville, à Nancy ou à Commercy. Souverain fantoche, il avait cédé la réalité du pouvoir à son gendre qui fit nommer intendant de Lorraine Antoine-Martin Chaumont de La Galaizière. Stanislas soutint ce dernier, malgré son impopularité due notamment à un lourd plan fiscal. C'est également à cette époque que furent prises les premières mesures réprimant l'usage du Platt lorrain, langue commune d'origine germanique. Les actes officiels du bailliage d'Allemagne étaient rédigés en allemand jusqu'à ce que, en 1748, une ordonnance inspirée par le chancelier, impose le français dans les actes officiels en Lorraine.

### Epoque contemporaine
A la mort de Stanislas en 1766, le duché de Lorraine devint français. En 1790, pendant la Révolution française, la région de Sarreguemines fut rattachée au département de la Moselle dont le chef-lieu était Metz.
Également député, le maire Nicolas François Blaux, fut le véritable artisan du rattachement du comté de Sarrewerden à la France. Il fut de ceux qui incitèrent les sujets des ducs de Nassau-Weilburg à demander leur rattachement à la République française et la formation d'un district unique relié au district lorrain de Bitche. Cependant, les habitants de l'ex-comté, majoritairement protestants, gênés de se retrouver dans un département à majorité catholique, demandèrent à être rattachés au Bas-Rhin ce qui leur fut accordé le 23 novembre 1793. Mais contrairement à ce qu'affirmait M. Blaux, les habitants du comté n'étaient, en 1793, finalement pas très décidés quant au département auquel ils souhaitaient appartenir. Plusieurs communes ont même administrativement essayé en vain de quitter le Bas-Rhin.

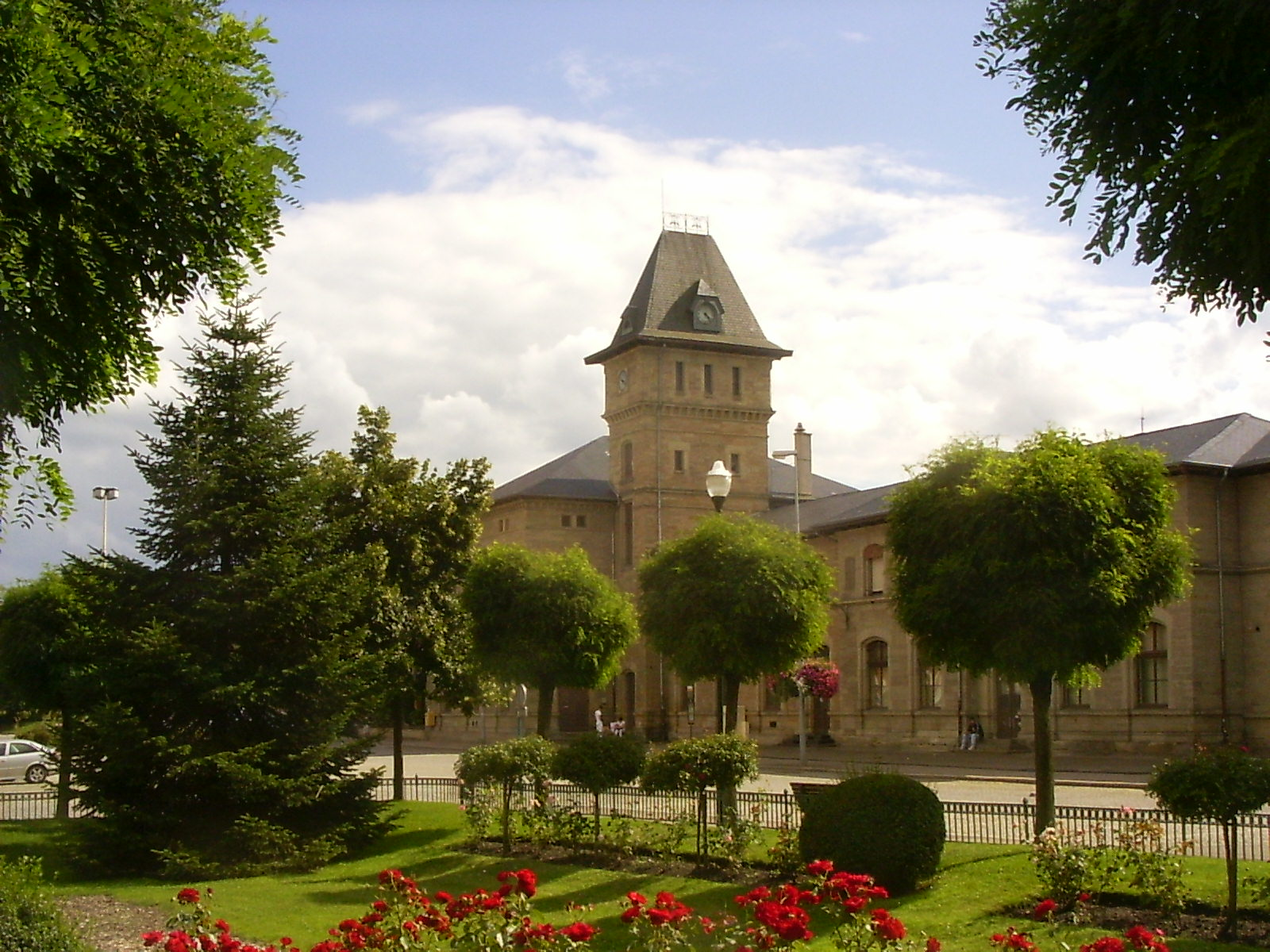
La gare de Sarreguemines.

Comme les autres communes de l'actuel département de la Moselle, la ville de Sarreguemines est annexée à l’Empire allemand de 1871 à 1918. En 1871, la commune de Sarreguemines devient le siège de l'arrondissement de Sarreguemines, un arrondissement du district de Lorraine, au sein de l'Alsace-Lorraine, dont la capitale est Strasbourg. Lorsque la Première Guerre mondiale éclate, les Mosellans combattent dans l'armée impériale allemande. Beaucoup tombèrent sur les différents champs de bataille européens. Les Mosellans accueillent avec joie la fin des hostilités et le retour de la paix. « Saargemünd » redevient Sarreguemines en 1918.
La Seconde Guerre mondiale et le drame de l'annexion par le Troisième Reich marqueront longtemps les esprits. La commune, rebaptisée « Saargemünd », redevint le siège de l'arrondissement de Sarreguemines, mais cette fois au sein du Gau Westmark, dont la capitale est Sarrebruck. À partir de 1942, les jeunes conscrits furent incorporés de force dans les armées allemandes et souvent envoyés sur le front de l'Est. Un grand nombre disparut. Entre 1942 et 1944, les bombardements américains n'épargnèrent pas les civils, endommageant gravement la ville. La commune ne fut libérée qu'en décembre 1944 par la 7e armée américaine du général Patch.
Georges Pierrot, prisonnier politique lorrain dans les Sudètes a été admis parmi les 4281 Justes parmi les nations de France pour avoir sauvé des personnes juives persécutées par le régime nazi et le gouvernement de Vichy.
La création d'équipements structurants, de zones industrielles modernes, et le développement des échanges avec Sarrebruck, ont permis à Sarreguemines de s'affirmer comme le principal centre tertiaire de l'est-mosellan.

### Rattachements historiques
- 777 - 843: Royaumes francs
- 843 - 962 : Francie médiane
- 962 - 1766 : Saint-Empire romain germanique
- 1766-1871 : France
- 1871-1918 : Empire allemand
- 1918-1940 : France
- 1940-1944: Reich allemand
- depuis 1945 : France

## Politique et administration
Sarreguemines a absorbé quelques communes voisines au cours de son histoire : Neunkirch-lès-Sarreguemines et Welferding en 1964, ainsi que Folpersviller en 1971.
Sarreguemines est chef-lieu du canton de Sarreguemines.

### Tendances politiques et résultats
Avec 57,94% des voix au 2e tour de l'élection présidentielle à Sarreguemines, Emmanuel Macron (En Marche!) arrive à la première place. Marine Le Pen (Front national) recueille 42,06% des voix. Parmi les électeurs, 7,06% ont glissé un bulletin blanc dans l'urne.

### Liste des maires
| Période                                  | Période        | Identité           | Étiquette       | Qualité |
| ---------------------------------------- | -------------- | ------------------ | --------------- | --- |
| Les données manquantes sont à compléter. |                |                    |                 | |
| 1910                                     |                | Pierre Wilter      |                 | Fonctionnaire Ancien maire d'Algrange                                                                         |
| 1919                                     | mai 1935       | Henri Nominé       | URL             | Ingénieur agronome Député de la Moselle (1928-1936) Conseiller général du canton de Sarreguemines (1924-1940) |
| mai 1935                                 | septembre 1940 | Nicolas Nicklaus   |                 | |
| septembre 1940                           | septembre 1941 | Georg Otto Angerer |                 | Maire allemand de Sarreguemines                                                                               |
| octobre 1941                             | novembre 1944  | Eugène Foulé       |                 | Maire lorrain de Sarreguemines. Collaborateur allemand, ayant fait germaniser son nom en Eugen Fulle          |
| décembre 1944                            | octobre 1945   | André Rausch       |                 | Conseiller municipal                                                                                          |
| 1945                                     | ?              | Henri Ehrmann      |                 | Conseiller municipal                                                                                          |
| mai 1953                                 | 1967           | Joseph Massing     | DVD             | Avocat Conseiller général du canton de Sarreguemines (1953 → 1967)                                            |
| 1967                                     | juin 1995      | Robert Pax         | DVG puis DVD    | Conseiller général du canton de Sarreguemines (1973 → 1985 puis 1992 → 2003)                                  |
| juin 1995                                | mars 2001      | René Ludwig        | SE              | Avocat Conseiller régional de Lorraine (1998 → 2004)                                                          |
| mars 2001                                | mai 2020       | Céleste Lett       | UDF puis UMP-LR | Cadre hospitalier Député de la 5e circonscription de la Moselle (2002 → 2017)                                 |
| mai 2020                                 | En cours       | Marc Zingraff      | SE-DVC          | Professeur certifié de lettres, conseiller régional depuis 2021                                               |

### Budget et fiscalité 2021
En 2021, le budget de la commune était constitué ainsi :
- total des produits de fonctionnement : 28 470 000 €, soit 1 337 € par habitant ;
- total des charges de fonctionnement : 26 515 000 €, soit 1 245 € par habitant ;
- total des ressources d'investissement : 9 200 000 €, soit 432 € par habitant ;
- total des emplois d'investissement : 7 882 000 €, soit 368 € par habitant ;
- endettement : 26 467 000 €, soit 1 247 € par habitant.

Avec les taux de fiscalité suivants :
- taxe d'habitation : 18,10 % ;
- taxe foncière sur les propriétés bâties : 36,89 % ;
- taxe foncière sur les propriétés non bâties : 47,70 % ;
- taxe additionnelle à la taxe foncière sur les propriétés non bâties : 0,00 % ;
- cotisation foncière des entreprises : 0,00 %.

Chiffres clés Revenus et pauvreté des ménages en 2020 : médiane en 2020 du revenu disponible, par unité de consommation : 19 820 €.

### Jumelage
Gmünd (Basse-Autriche) (Autriche)

## Population et société

### Démographie

#### Évolution démographique
L'évolution du nombre d'habitants est connue à travers les recensements de la population effectués dans la commune depuis 1793. Pour les communes de plus de 10 000 habitants les recensements ont lieu chaque année à la suite d'une enquête par sondage auprès d'un échantillon d'adresses représentant 8 % de leurs logements, contrairement aux autres communes qui ont un recensement réel tous les cinq ans,.

En 2022, la commune comptait 20 324 habitants, en évolution de −2,96 % par rapport à 2016 (Moselle : +0,52 %, France hors Mayotte : +2,11 %).
| 1793  | 1800  | 1806  | 1821  | 1836  | 1841  | 1861  | 1866  | 1871  |
| ----- | ----- | ----- | ----- | ----- | ----- | ----- | ----- | ----- |
| 2 402 | 2 529 | 2 972 | 3 608 | 4 113 | 4 243 | 6 075 | 6 802 | 6 863 |

| 1875  | 1880  | 1885   | 1890   | 1895   | 1900   | 1905   | 1910   | 1921   |
| ----- | ----- | ------ | ------ | ------ | ------ | ------ | ------ | ------ |
| 8 466 | 9 573 | 10 719 | 13 076 | 13 888 | 14 685 | 14 919 | 14 253 | 14 197 |

| 1926   | 1931   | 1936   | 1946   | 1954   | 1962   | 1968   | 1975   | 1982   |
| ------ | ------ | ------ | ------ | ------ | ------ | ------ | ------ | ------ |
| 13 812 | 14 371 | 16 001 | 13 375 | 14 947 | 17 866 | 24 284 | 25 684 | 24 763 |

| 1990   | 1999   | 2006   | 2011   | 2016   | 2021   | 2022   | - | - |
| ------ | ------ | ------ | ------ | ------ | ------ | ------ | - | - |
| 23 117 | 23 202 | 21 733 | 21 604 | 20 944 | 20 624 | 20 324 | - | - |

#### Pyramide des âges
En 2018, le taux de personnes d'un âge inférieur à 30 ans s'élève à 31,7 %, soit un taux inférieur à la moyenne départementale (33,6 %). À l'inverse, le taux de personnes d'un âge supérieur à 60 ans (28,2 %) est supérieur au taux départemental (26,2 %).
En 2018, la commune comptait 10 104 hommes pour 10 716 femmes, soit un taux de 51,47 % de femmes, supérieur au taux départemental (51,08 %).
Les pyramides des âges de la commune et du département s'établissent comme suit :
| Hommes | Classe d’âge | Femmes |
| ------ | ------------ | ------ |
| 0,3    | 90 ou +      | 1,7    |
| 6,5    | 75-89 ans    | 10,6   |
| 17,9   | 60-74 ans    | 19,2   |
| 22,0   | 45-59 ans    | 22,0   |
| 19,3   | 30-44 ans    | 17,1   |
| 18,3   | 15-29 ans    | 15,3   |
| 15,7   | 0-14 ans     | 14,1   |

| Hommes | Classe d’âge | Femmes |
| ------ | ------------ | ------ |
| 0,6    | 90 ou +      | 1,5    |
| 6,8    | 75-89 ans    | 9,5    |
| 17,2   | 60-74 ans    | 18,4   |
| 20,9   | 45-59 ans    | 20,5   |
| 19,5   | 30-44 ans    | 18,6   |
| 17,7   | 15-29 ans    | 15,7   |
| 17,4   | 0-14 ans     | 15,8   |

### Manifestations culturelles et festivités
- Mir redde Platt, festival linguistique annuel depuis 1999.
- Les Gardiens du Rêve, association de jeux de société, de figurines et de rôle depuis 1987[36].
- La médiathèque communautaire : depuis 2007, Sarreguemines dispose d'une médiathèque de 4 100 m2[37]. Elle est située au cœur du centre-ville, dans la galerie commerciale Carré Louvain. Elle fait partie du réseau de lecture publique de la communauté d'agglomération Sarreguemines Confluences.

### Enseignement
Établissements d'enseignements :
- lycée technique Henri-Nominé
- lycée Jean-de-Pange
- lycée Simon-Lazard
- institution Sainte-Chrétienne
- collège Fulrad
- collège du Himmelsberg
- collège Jean-Jaurès
- Deux écoles ABCM-Zweisprachigkeit

#### Enseignement supérieur
Sarreguemines accueille un Institut de formation en soins infirmiers et un des trois sites de l'IUT de Moselle-Est, composante de l'Université de Lorraine. Le site de Sarreguemines propose deux BUT, Gestion logistique et transports (GLT) et Gestion administrative et commerciale (GACO) ainsi que deux DU et quatre licences professionnelles. La ville accueille également une licence de Droit et une licence professionnelle « assistant en gestion et logistique transfrontalière » permettant d’acquérir une formation supérieure très spécifique.
- IUT de Moselle-Est, site de Sarreguemines
- Faculté de droit, économie et administration de Metz, antenne de Sarreguemines
- Institut universitaire de formation des maîtres (IUFM)
- Institut de formation des soins infirmiers

### Sports et loisirs
- Le Sarreguemines Triathlon Club (STC), fondé en 1989[39]
- L'AS Sarreguemines Tennis, créé en 1919
- Le club de lutte de Sarreguemines, fondé en 1896 est l'un des plus anciens de France[40].
- Le Sarreguemines Football Club (SFC) (club doyen fondé en 1919), le RC Sarreguemines et l’AS Neunkirch sont les clubs de la cité, accompagnés de l’AS Welferding, le CS Folpersviller
- Golf de Sarreguemines
- Aéroclub Espoir aéronautique de Sarreguemines, route de Deux-Ponts ; activité : vol moteur et vol à voile
- La 1re compagnie de tir à l'arc de Sarreguemines, fondée en 1969 par Victor Thisse
- L'espoir rugby club Sarreguemines, fondé en septembre 2012
- L'ASSA (Athlé Sports Sarreguemines Arrondissements), club d'athlétisme de la ville, récompensé à de multiples reprises par la fédération française d'athlétisme[41]
- L'asso Gym Sarreguemines, fondée en 1909. Elle propose la pratique de trois disciplines olympique : la Gymnastique Artistique Féminine, la Gymnastique Artistique Masculine et le Trampoline[42]

Sarreguemines devient célèbre dans le monde entier à l'occasion de l'UEFA EURO 2016 et des Jeux olympiques d'été de 2016, grâce à un habitant qui expose un drapeau français marqué du nom de la ville lors de très nombreuses épreuves.

### Médias
L'édition locale du Républicain Lorrain de Sarreguemines-Bitche couvre l'actualité de ce secteur.
La station Radio Mélodie est aussi basée à Sarreguemines.
Un bureau d'information de proximité de la chaîne France 3 Lorraine est présent à Sarreguemines pour couvrir l'actualité du secteur et de la zone frontalière. Deux journalistes y sont rattachés. La chaîne locale Mosaïk Cristal, basée à Sarreguemines et financée en partie par la communauté d'agglomération, diffuse ses émissions dans l'arrondissement de Sarreguemines. Les journalistes produisent du lundi au vendredi un rendez-vous d'informations d'une trentaine de minutes.

## Économie

### Commerces
- Commerces[46] et services.
- Constructions mécaniques.
- Serrurerie.
- Pneumatiques (siège français de Continental AG et une usine de fabrication de pneumatiques).

#### Industrie de la faïence

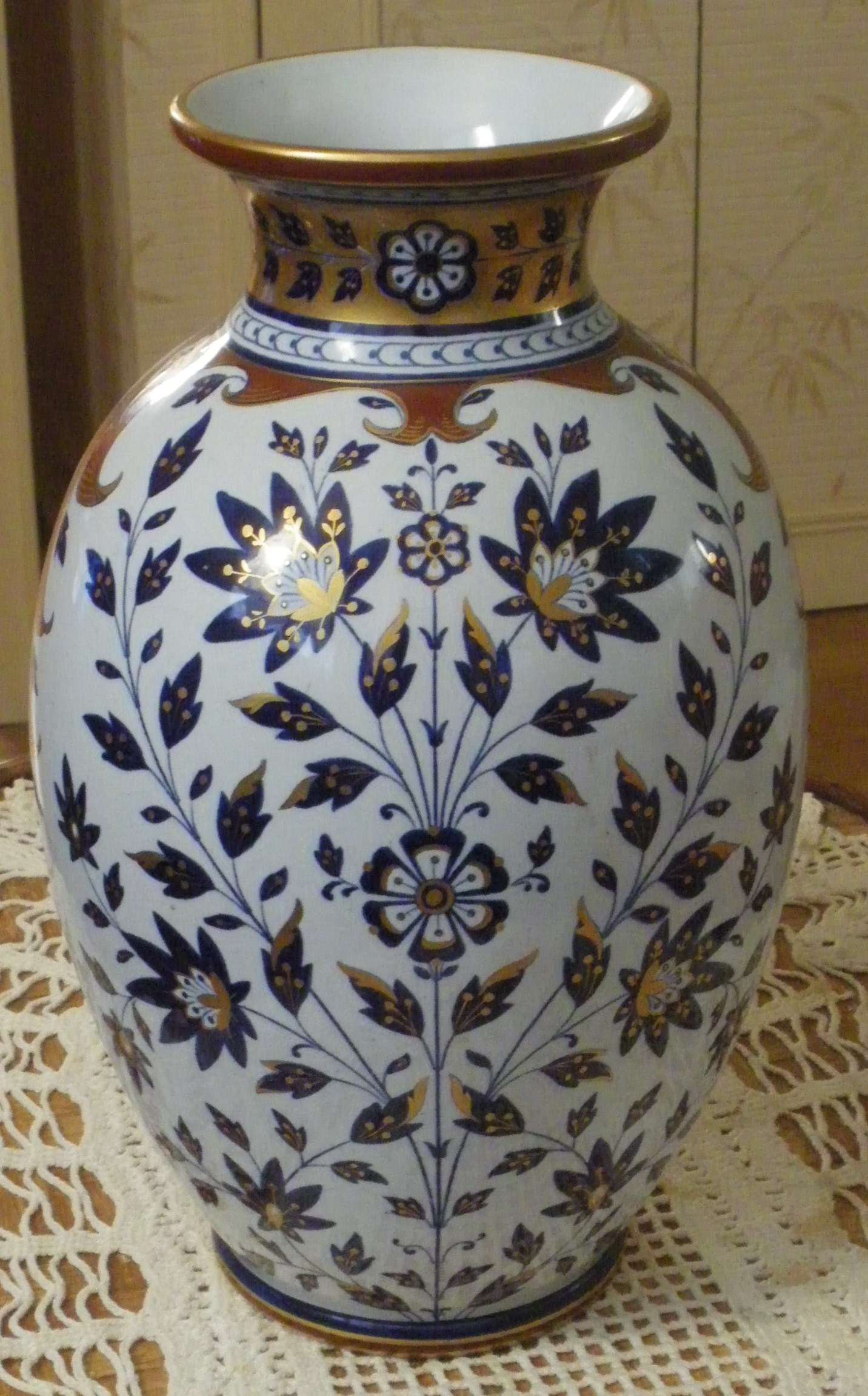
Vase en faïence de Sarreguemines, XIXe siècle.

Implantée à Sarreguemines depuis la fin du XVIIIe siècle, l'industrie faïencière acquiert ses lettres de noblesse avec Paul Utzschneider et Paul de Geiger qui propulsent la manufacture au tout premier rang : dès le XIXe siècle, Sarreguemines propose dans le monde entier une vaste collection de faïences, vases, cache-pot, fresques murales, cheminées…
Après cette période d'expansion, la faïencerie de Sarreguemines réduit son activité et finit par disparaitre en février 2007.

#### Méthanisation
Depuis 2015, l'unité de méthanisation Méthavos1 valorise le biogaz issu de la fermentation anaérobie des déchets verts en provenance des déchèteries de Moselle-Est et d'Alsace Bossue. Elle fonctionne en voie sèche et injecte du biométhane dans le réseau de distribution de gaz naturel.

#### Tourisme
La ville étant située à la frontière franco-allemande, les touristes de passage ont la possibilité de découvrir à la fois son patrimoine mais également de partir à la découverte de ses voisins allemands grâce à une liaison en Tram vers Sarrebruck.
À la jonction de la Sarre et de la Blies, Sarreguemines offre différentes infrastructures fluviales dont un port de plaisance qui a permis à la Cité des faïenciers d’être la première ville de Moselle à être labellisée « Pavillon Bleu d’Europe ». Une base nautique, située à 1 km du centre-ville de Sarreguemines, offre une capacité de 36 places. Depuis 2009, Sarreguemines est labellisée ville aux 4 fleurs.
Partenaire de l’opération Terroir et Patrimoine, la ville de Sarreguemines met à l’honneur ses restaurateurs et artisans locaux et leurs savoir-faire lors de manifestations gastronomiques.
Sarreguemines s'est fait connaître grâce à son industrie faïencière dont il subsiste quelques vestiges pouvant être découverts dans les musées de la ville :
Le musée des Techniques Faïencières expose les machines d’époque servant à fabriquer de la faïence, et sur le prolongement du site, le Jardin des Faïenciers met les ruines d’antan en scène à travers fleurs, arbres et rivières.
Le Musée de la Faïence, qui abrite un Jardin d’Hiver, expose une collection d’objets en faïence, grès et porcelaine allant de la vaisselle au four à faïence en passant par les panneaux décoratifs.
La découverte de ces deux sites permet d’avoir une vision globale des différentes étapes de la fabrication jusqu'à l’objet totalement terminé.
D’autres sites existent comme le Casino des Faïenceries (ancien lieu de détente des ouvriers de la manufacture) ou encore l’ancien four à faïence situé à l’arrière de l’hôtel de ville.
L’Office de tourisme a également mis en place plusieurs circuits intra-urbains permettant de suivre l’évolution de la ville à travers les époques, les styles, l’architecture et les hommes.

## Culture locale et patrimoine

### Lieux et monuments

#### Édifices religieux
- Église Saint-Nicolas[50] 1765 offerte par le roi Stanislas : autels XVIIIe siècle, toiles XVIIIe siècle[51],[52],[53], pietà XVIIe siècle. Orgue de tribune (détruit)[54]
- Église du Sacré-Cœur, architecture gothique primitive[55].
- Chapelle Notre-Dame de Beausoleil[56], XXe siècle, quartier Beausoleil.
- Église Notre-Dame du-Perpétuel-Secours du couvent des Rédemptoristes du Blauberg[57] XXe siècle : Christ de pitié XVIe siècle[58].
- Église Sainte-Barbe de Folpersviller[59], architecture romane.
- Église Saint-Denis de Neunkirch[60], 1850 ; clocher XIVe siècle ; bas-relief de la Trinité XVIe siècle.
- Église Saint-Walfried de Welferding[61], XVIIIe siècle ; clocher roman. jouxtant l’église du Sacré-Cœur.
- Chapelle du centre hospitalier spécialisé.
- Chapelle de l'ancien hôpital du Blauberg, édifice racheté par l'association parisienne Gaudete, lequel était la propriété des pères Rédemporistes depuis 1928[62]. En janvier 2024, son entrée dans les églises de Sarreguemines est validée par l'évêque Philippe Ballot[63].
- Ancienne église Sainte-Barbe de Folpersviller[64], dont il ne reste que le chœur
- Église luthérienne, rue George-V (EPCAAL)[65] construite entre 1897 et 1898 dans le style romano-gothique[66].
- Synagogue construite en 1959 ; orgue[67]. Remplace l'ancienne synagogue de style orientalisant (1860-1862) rasée par les nazis en 1942. Rue de la Chapelle: plaque marquant l'emplacement de la précédente synagogue[68].
- Église néo-apostolique rue Théodoric.
- Église évangélique rue des Frères-Paulin.
- Mosquée Turque, impasse Nicolas Rohr[69].
- Cimetière israélite, rue des Bosquets, construit en 1901[70].
- Monument aux morts[71] : Conflits commémorés : Guerre de 1939-1945.

Galerie photographique
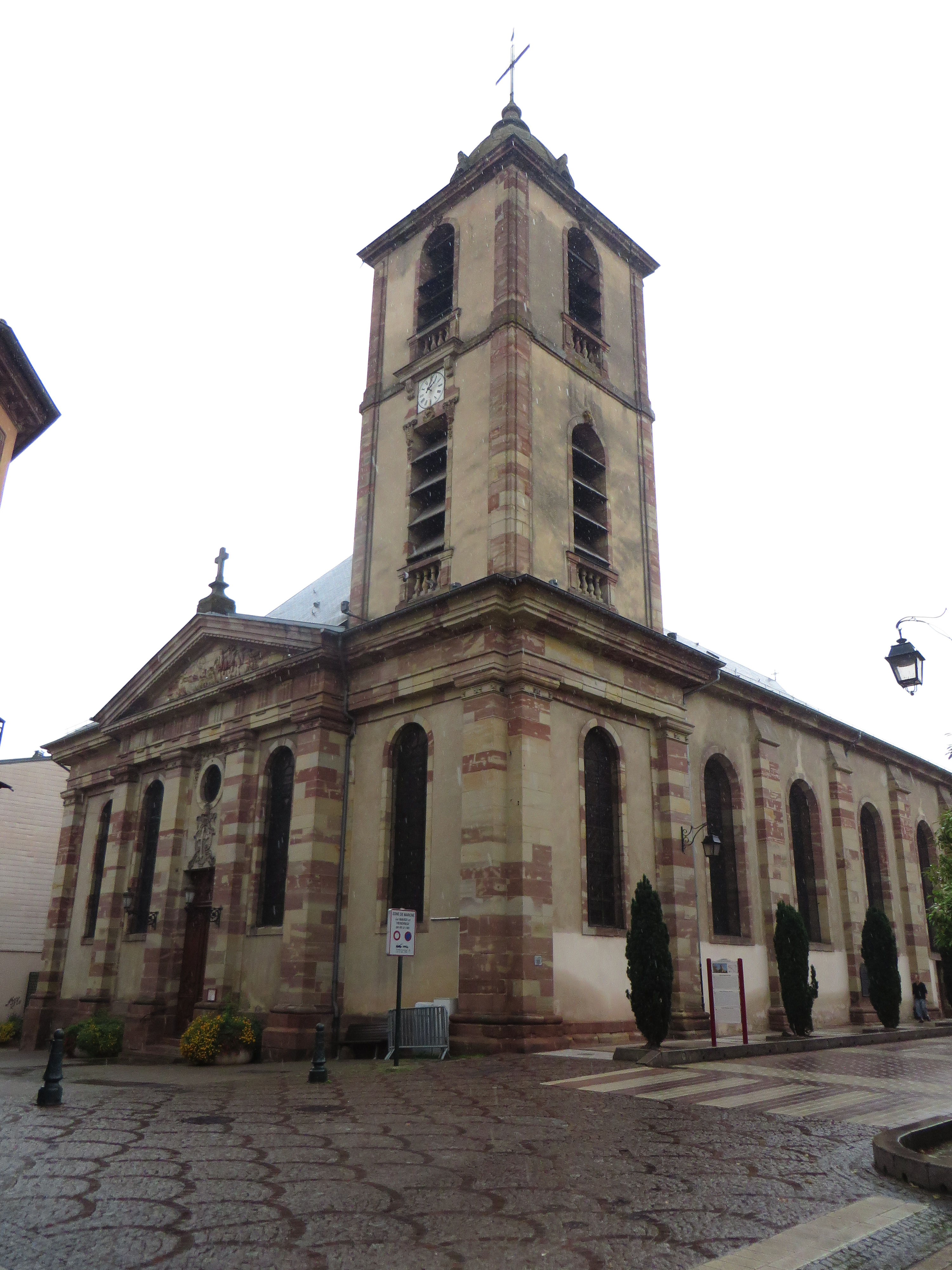
Église Saint-Nicolas.
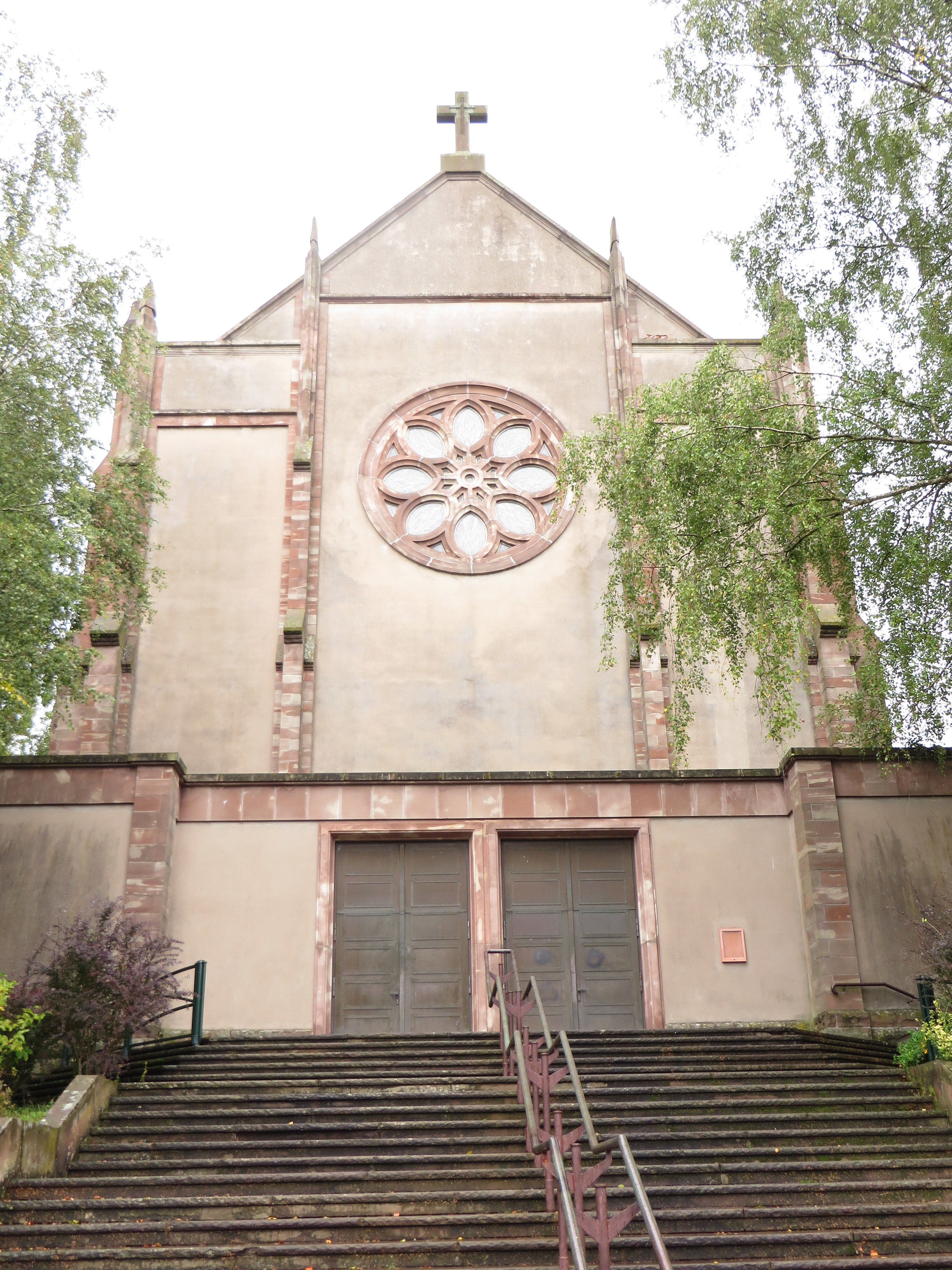
Église du Sacré-Cœur.
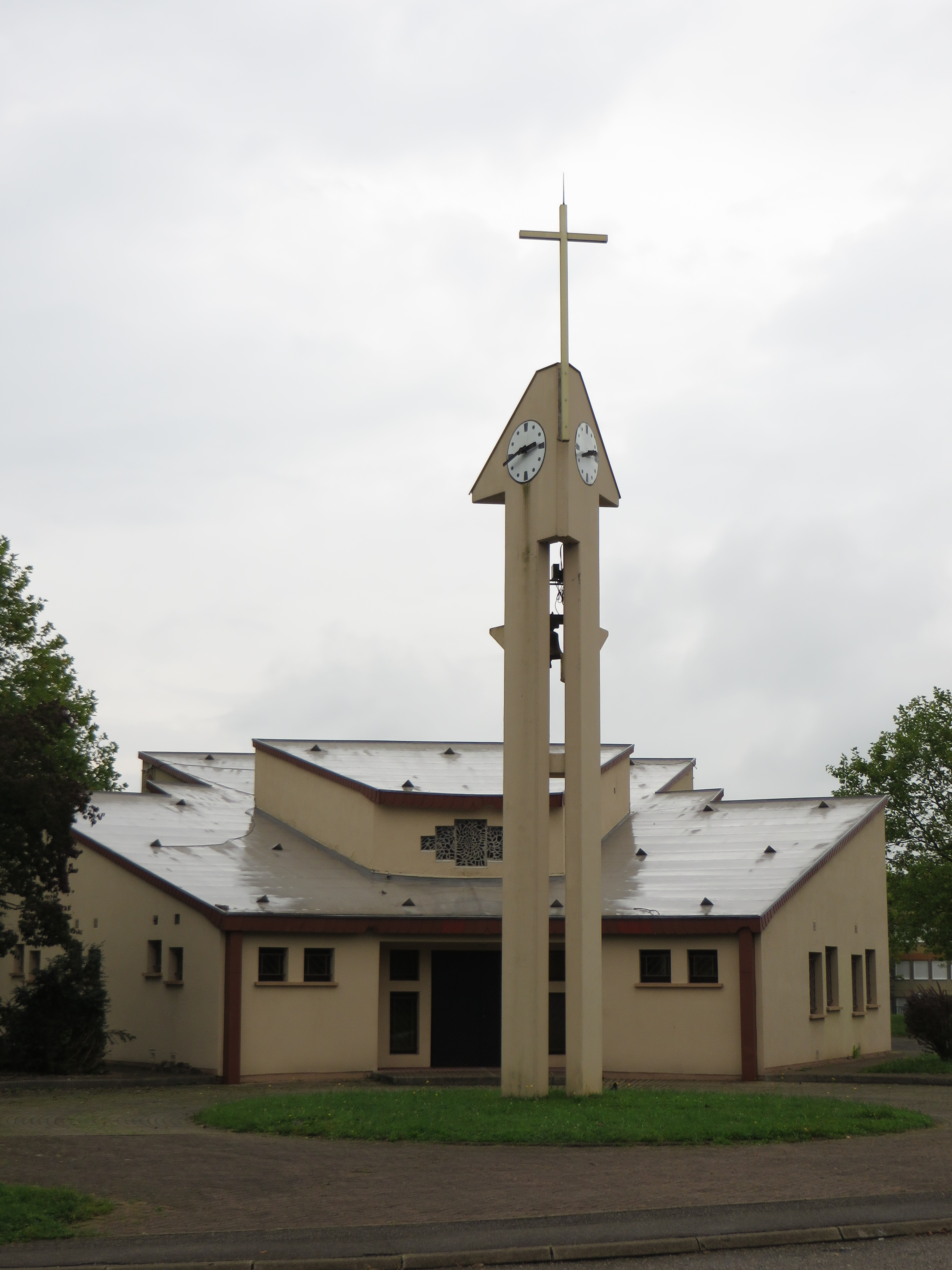
Église Notre-Dame, quartier Beausoleil.
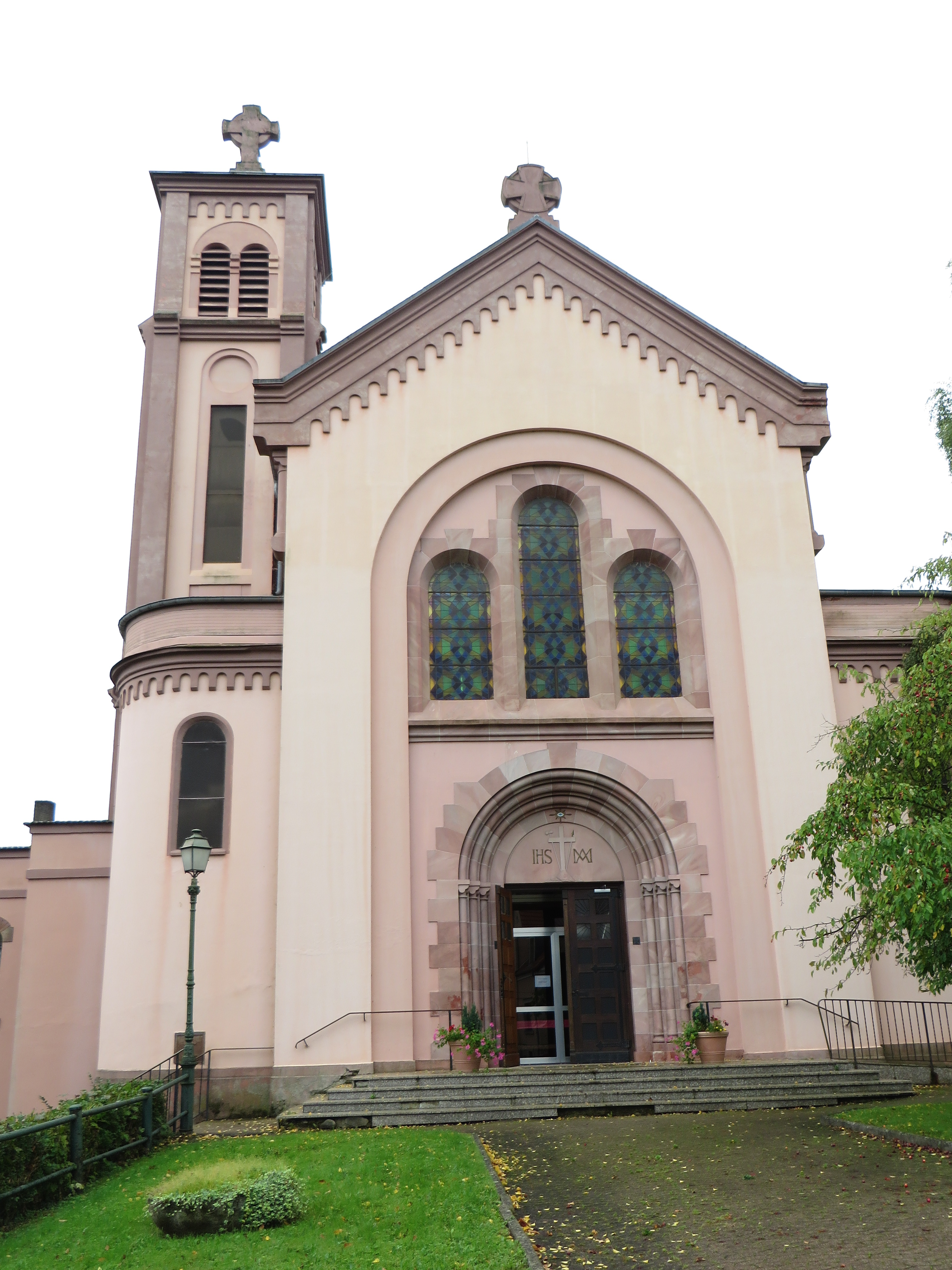
Église Notre-Dame-du-Perpétuel-Secours du Blauberg.
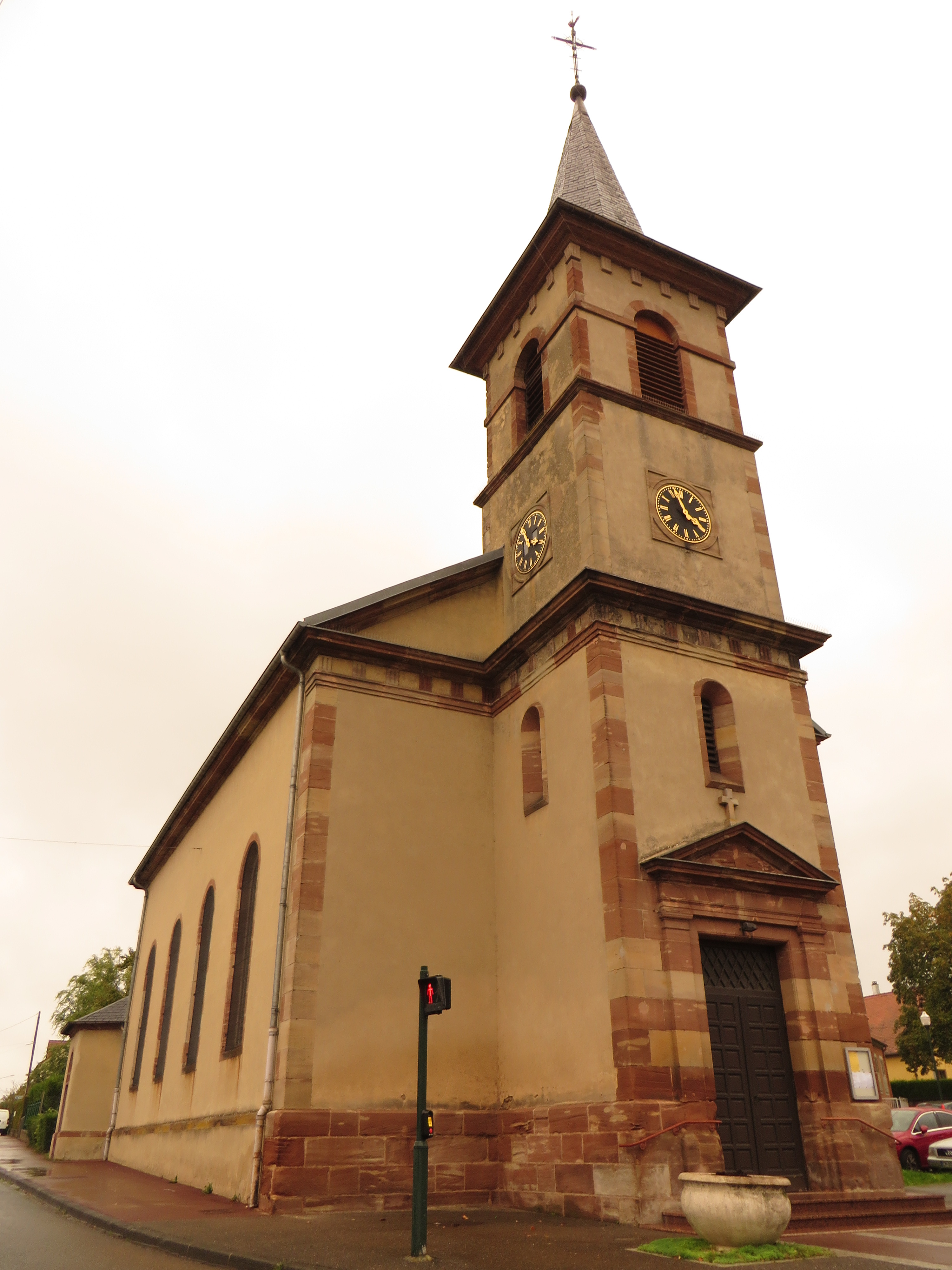
Église Sainte-Barbe de Folpersviller.
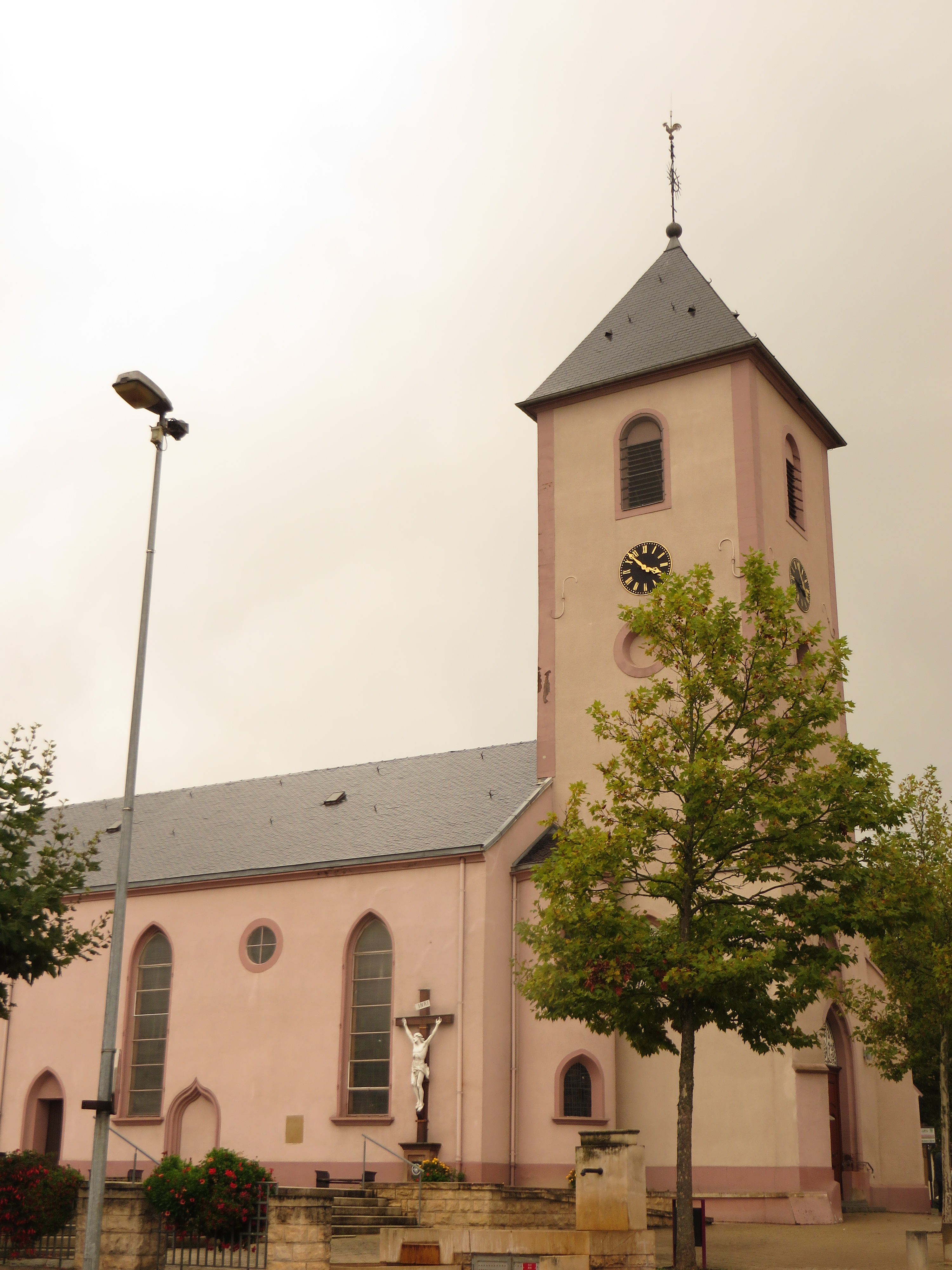
Église Saint-Denis de Neunkirch.
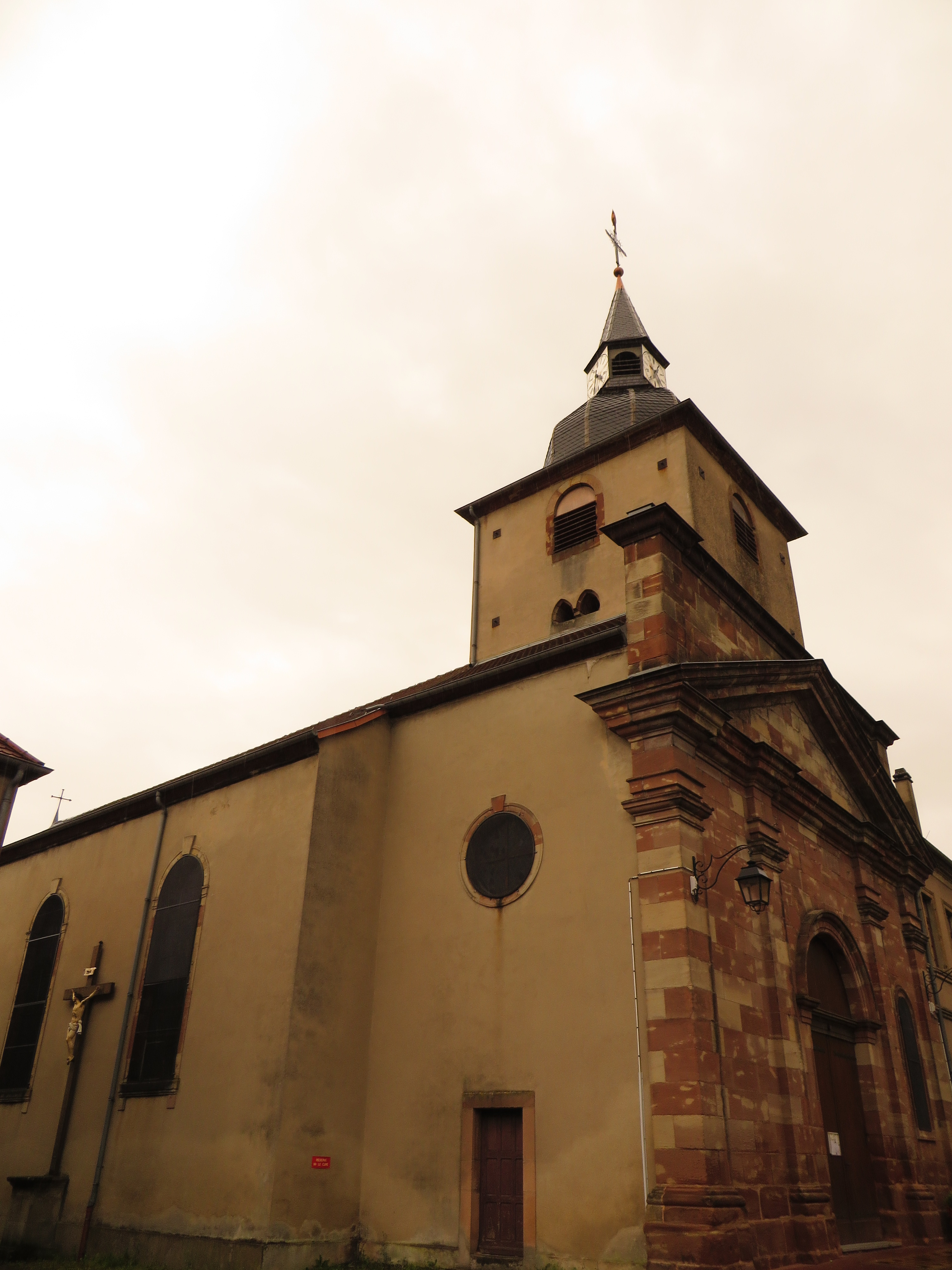
Église Saint-Walfried de Welferding.
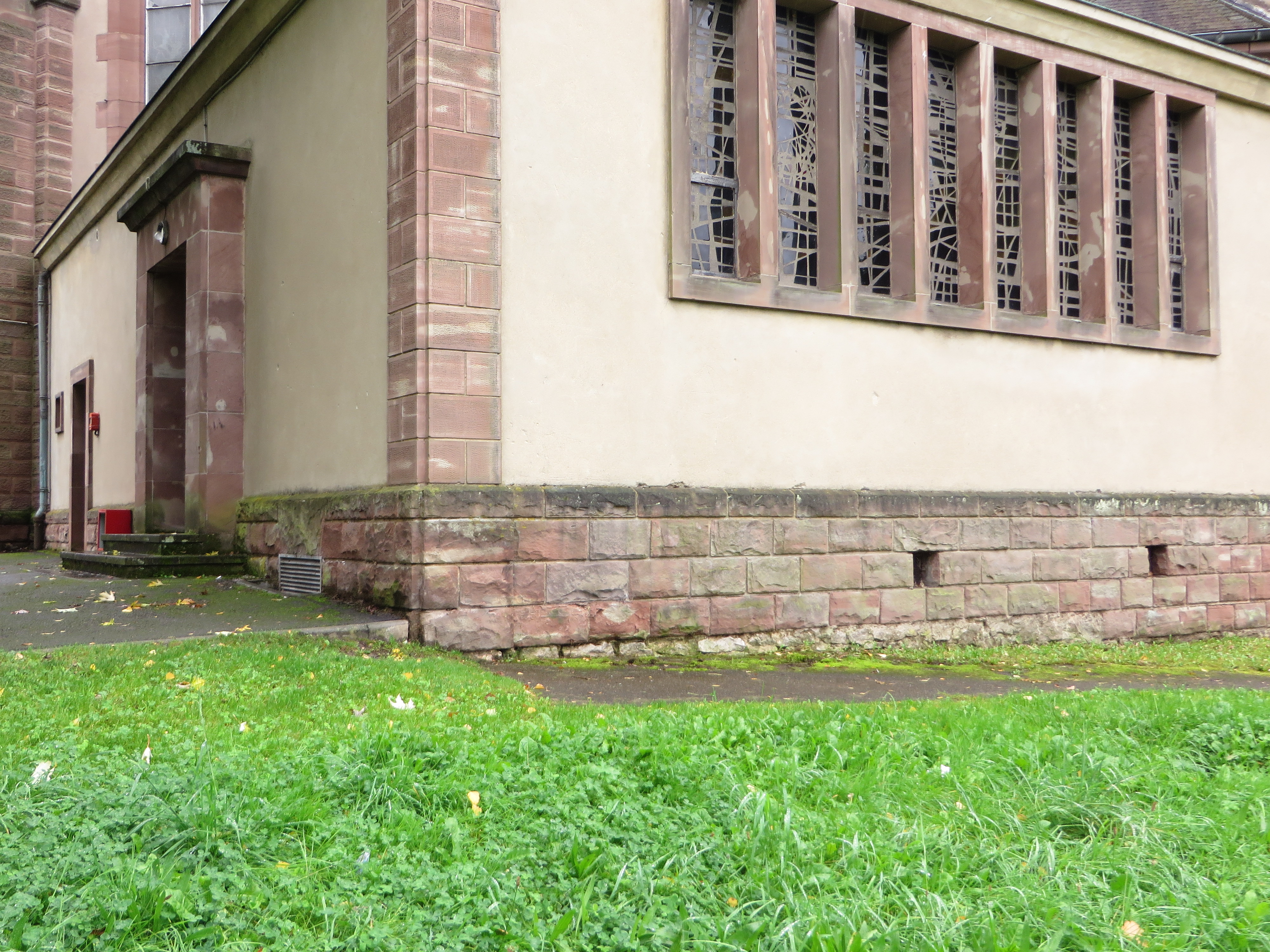
Chapelle Saint-Jean.
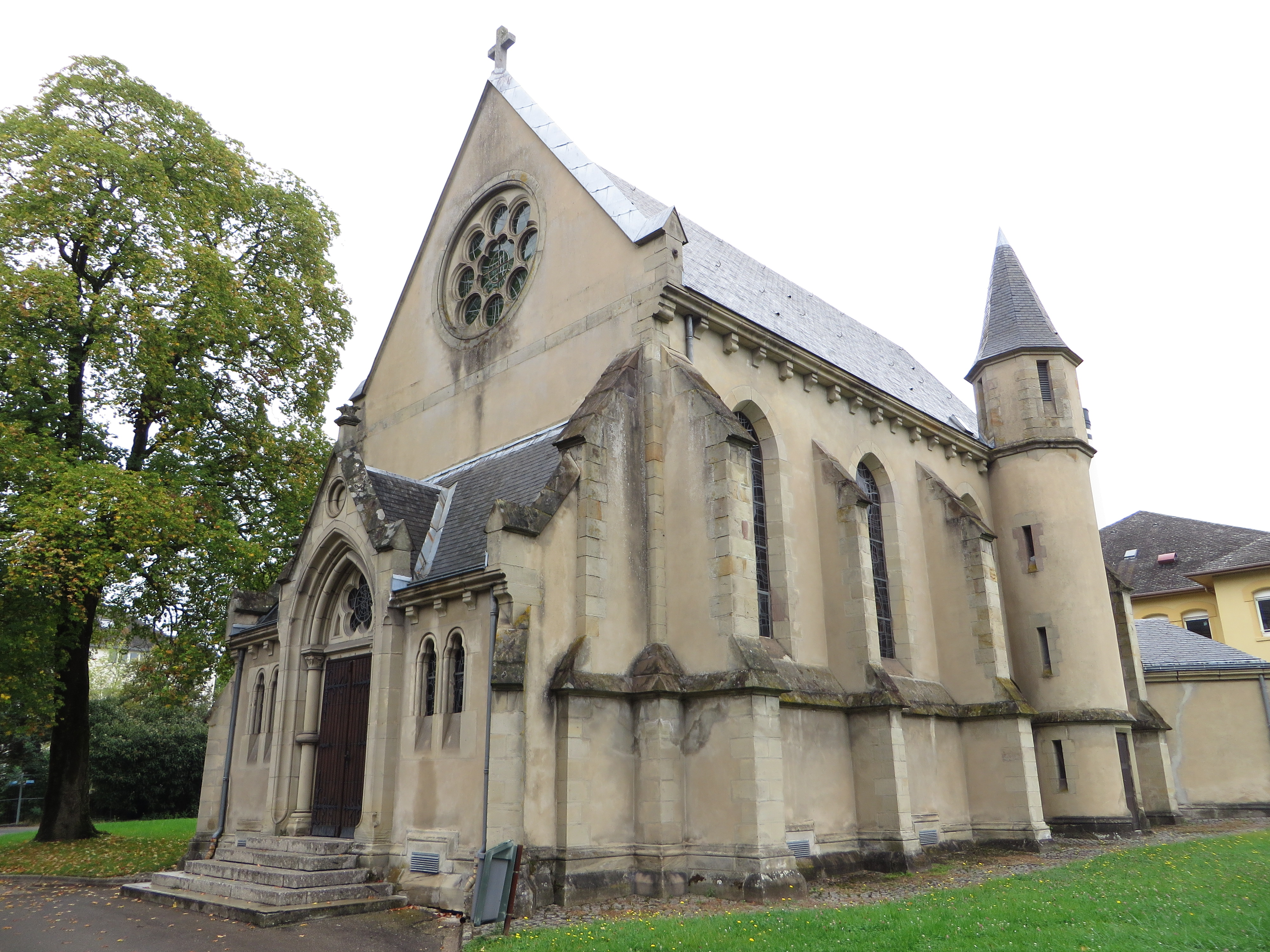
Chapelle du centre hospitalier spécialisé.
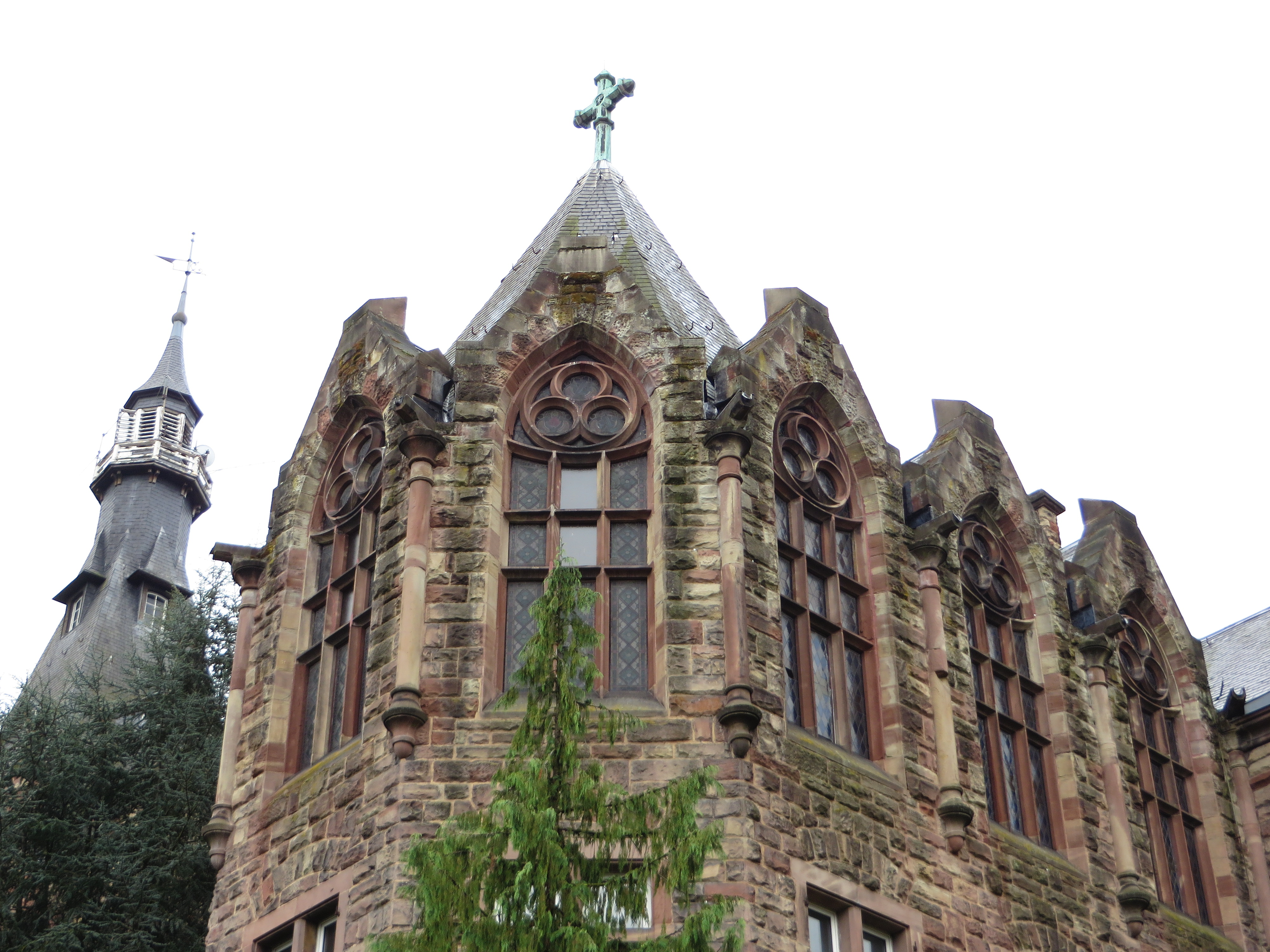
Chapelle de l'ancien hôpital du Parc.
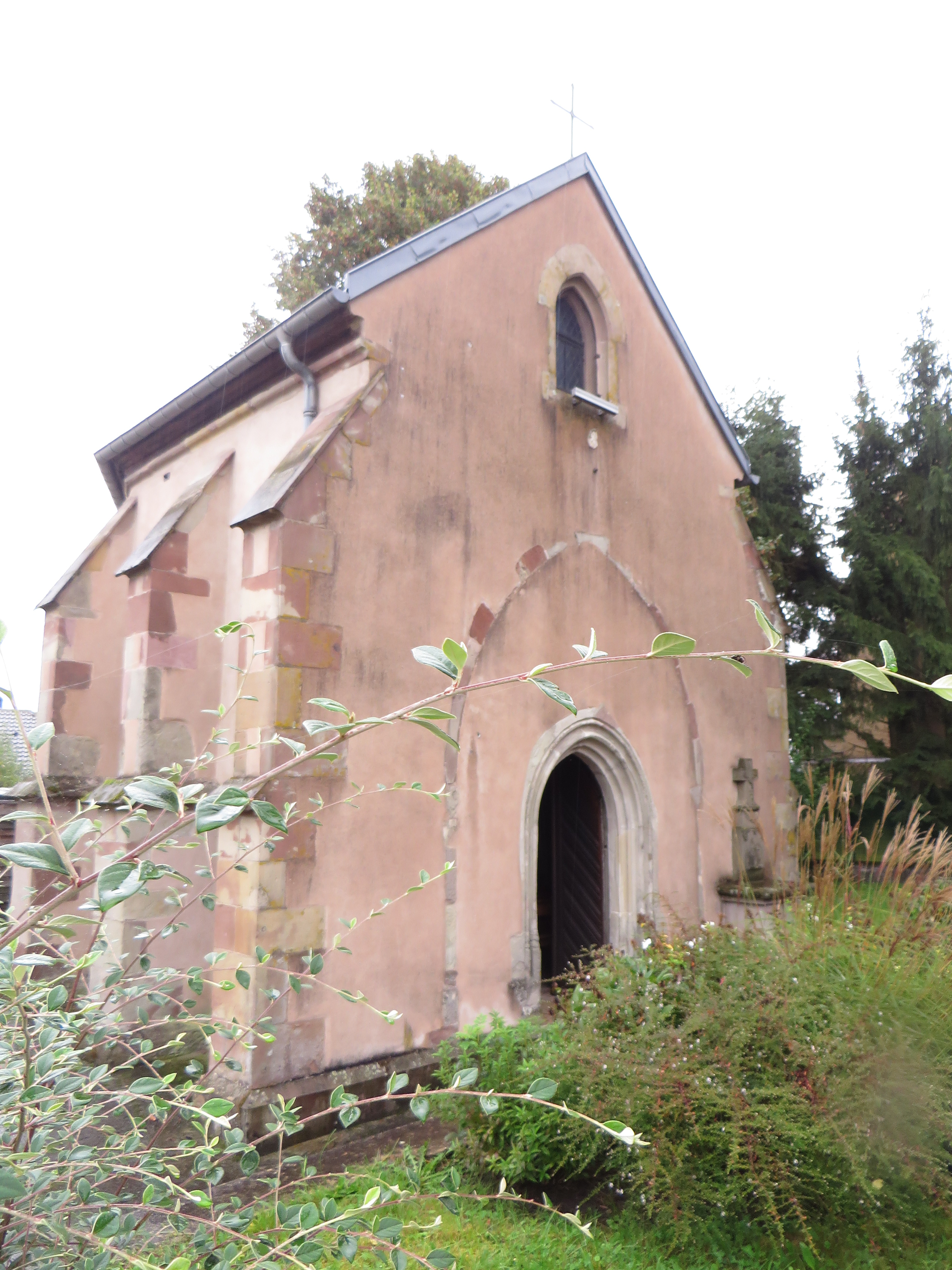
Chapelle Sainte-Barbe de Folpersviller.
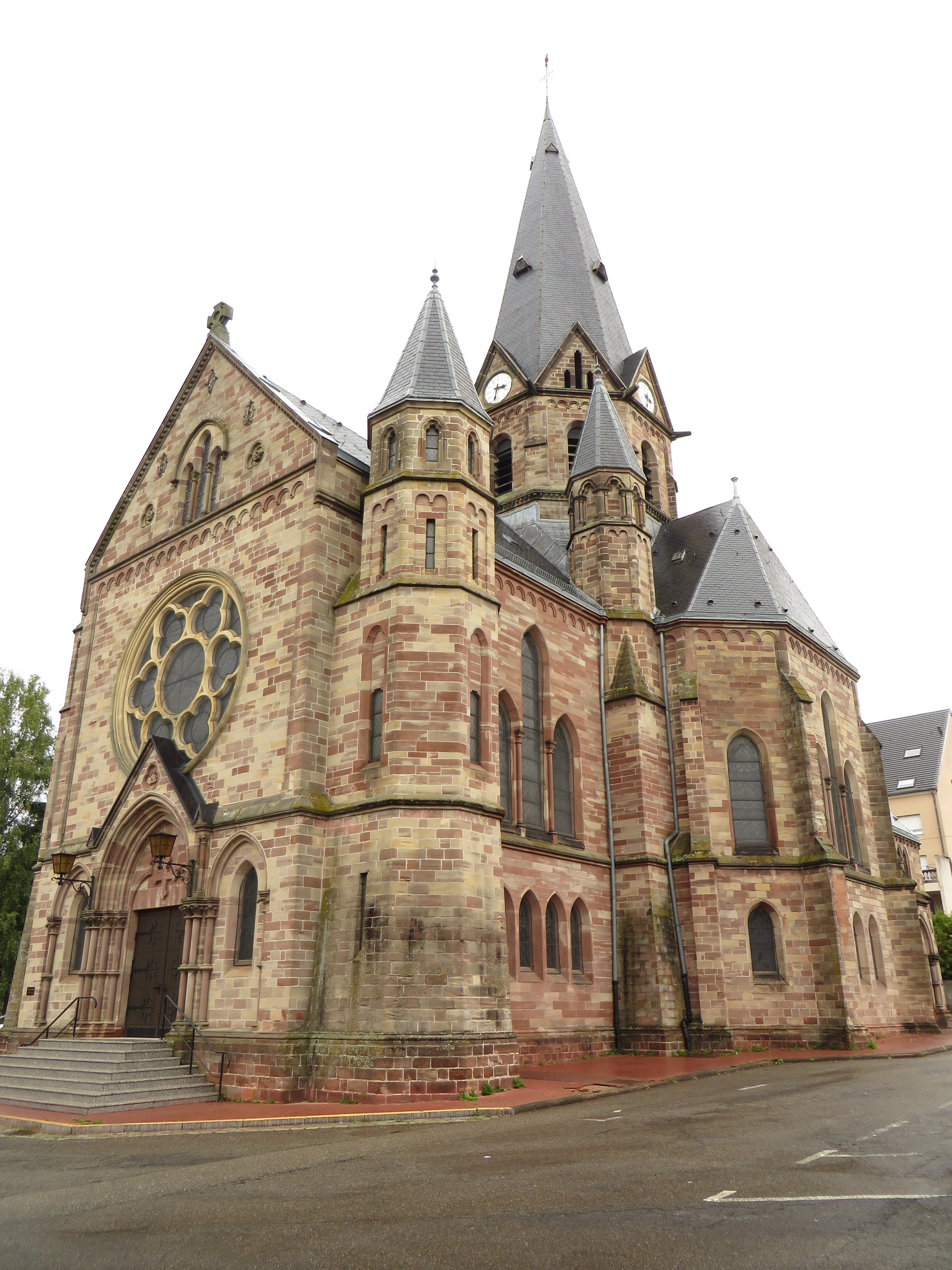
Église luthérienne.
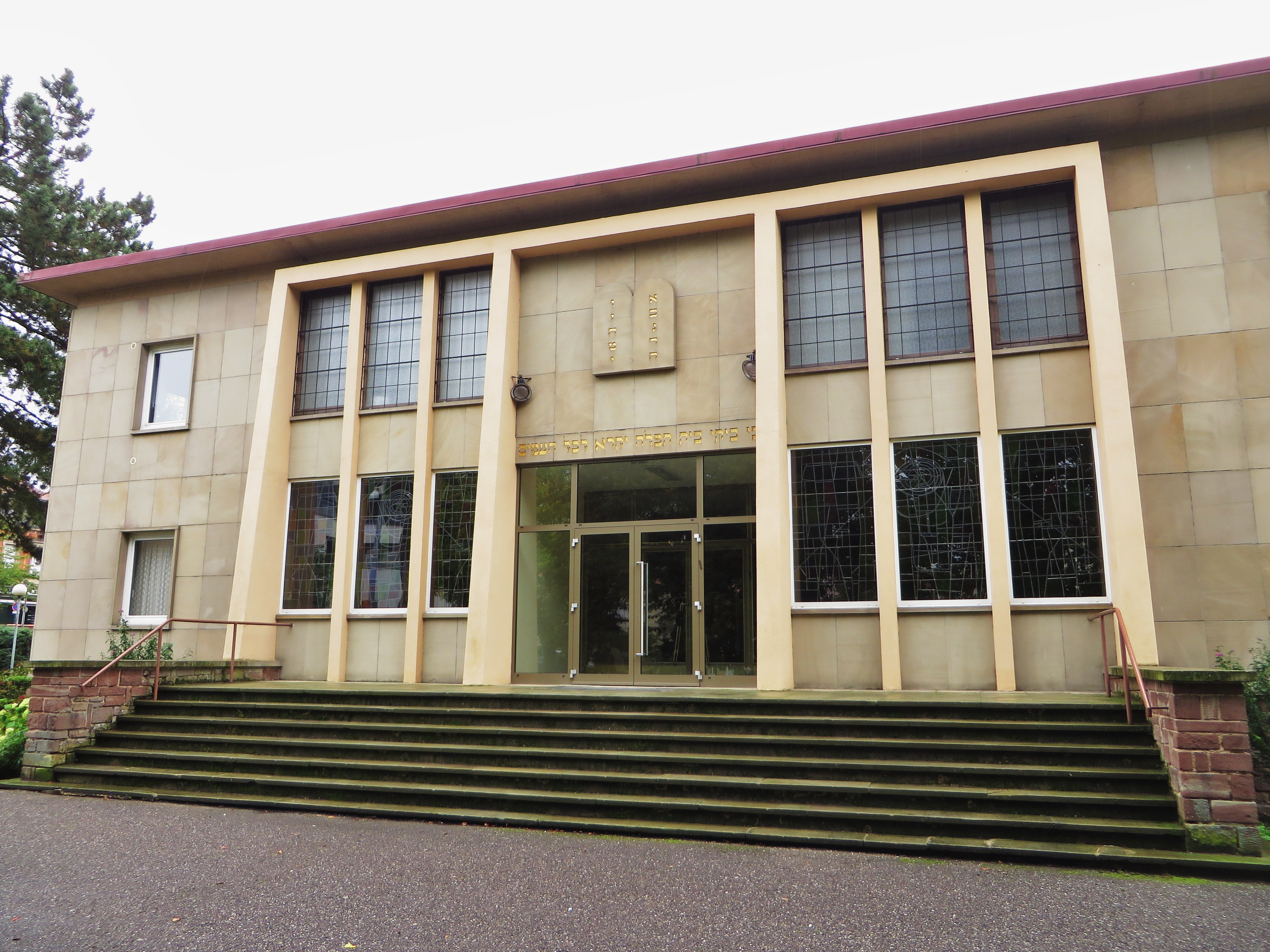
Synagogue.
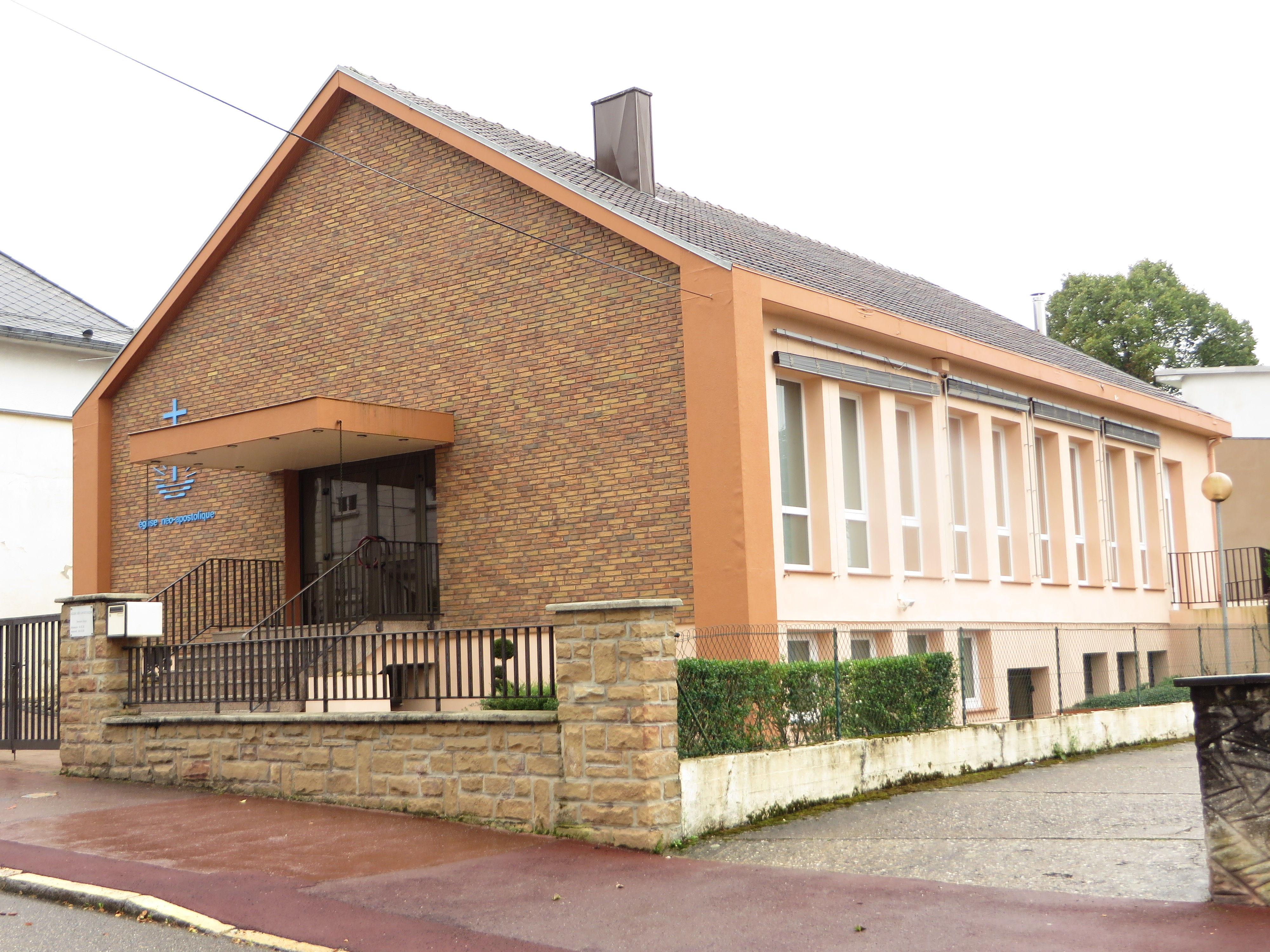
Église Néo-apostolique.
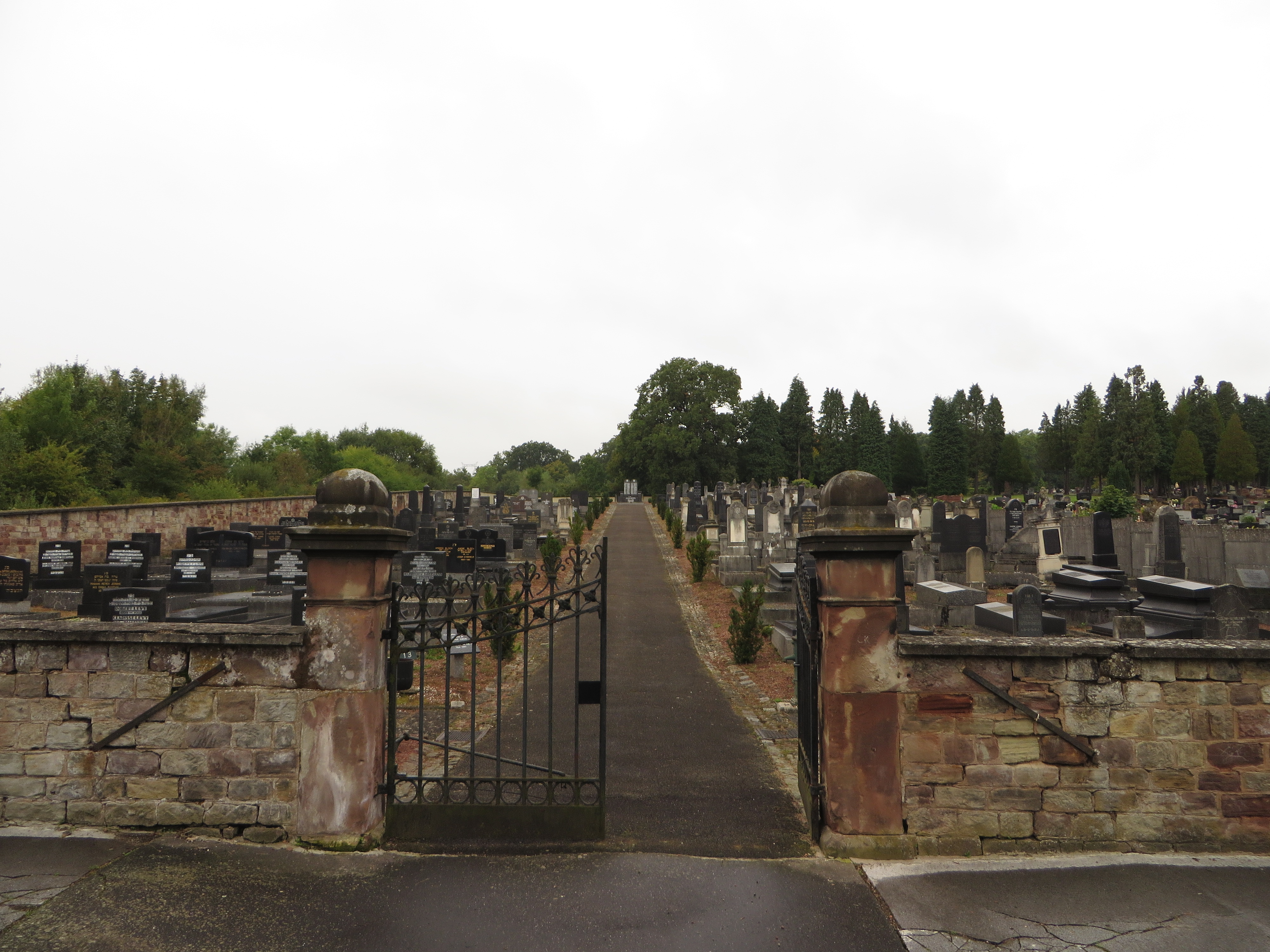
Le cimetière israélite.

#### Édifices civils
- Vestiges gallo-romains : villa-palais, tuiles.
- Ruines du château XIIe siècle : deux tours, une porte, surplombant le centre-ville.
- Le Casino au bord de l’eau[72], espace culturel avec un théâtre (1878).
- Parc municipal créé vers 1895.
- Les cités ouvrières (1888 et 1927).
- Palais de justice construit sous l'époque allemande (1903).
- Le parc de l’hôpital (1903).
- Château Utzschneider à Neunkirch, 1906.
- Ancien Casino de la Faïencerie : casino, décors extérieurs en faïence, pavillon Geiger[73].
- Kiosque à musique[74].
- Prison construite sous l'époque allemande (1903)
- Le four, unique rescapé de son type en Europe, à côté de la mairie.
- Les ruines du complexe industriel SESA et, juste à côté, les anciennes casernes, qui constituent aujourd’hui le lycée professionnel hôtelier et le collège Fulrad.

#### Musées et jardin sur la faïence
- Le musée de la Faïence[75], installé dans les anciens appartements de Paul de Geiger, directeur des Faïenceries entre 1871 et 1914, et le circuit de la faïence.
- Le moulin de la Blies - Musée des techniques faïencières[76] : collection de machines et d'outils présentée de façon didactique pour appréhender le processus de fabrication de la faïence ; l’ampleur et l’originalité du lieu en font un musée unique en Europe. Exposition de la donation France et Wolfgang Kermer à la Ville de Sarreguemines « Céramique française 1970–2000 »[77]. « Sarreguemines, haut lieu de la faïence, à la frontière de la France et de l'Allemagne, s'est imposée et le couple profite des vingt ans du Moulin de la Blies pour révéler au public leur donation, une centaine de pièces et presque autant de céramistes, qui dresse un panorama inédit et personnel de la céramique en France entre 1970 et 2000. »[78]
- Le jardin des Faïenciers[79] : jardin paysager contemporain dessiné par l'architecte Philippe Niez. Le jardin fait partie du réseau transfrontalier de jardins nommé Jardins sans limites.

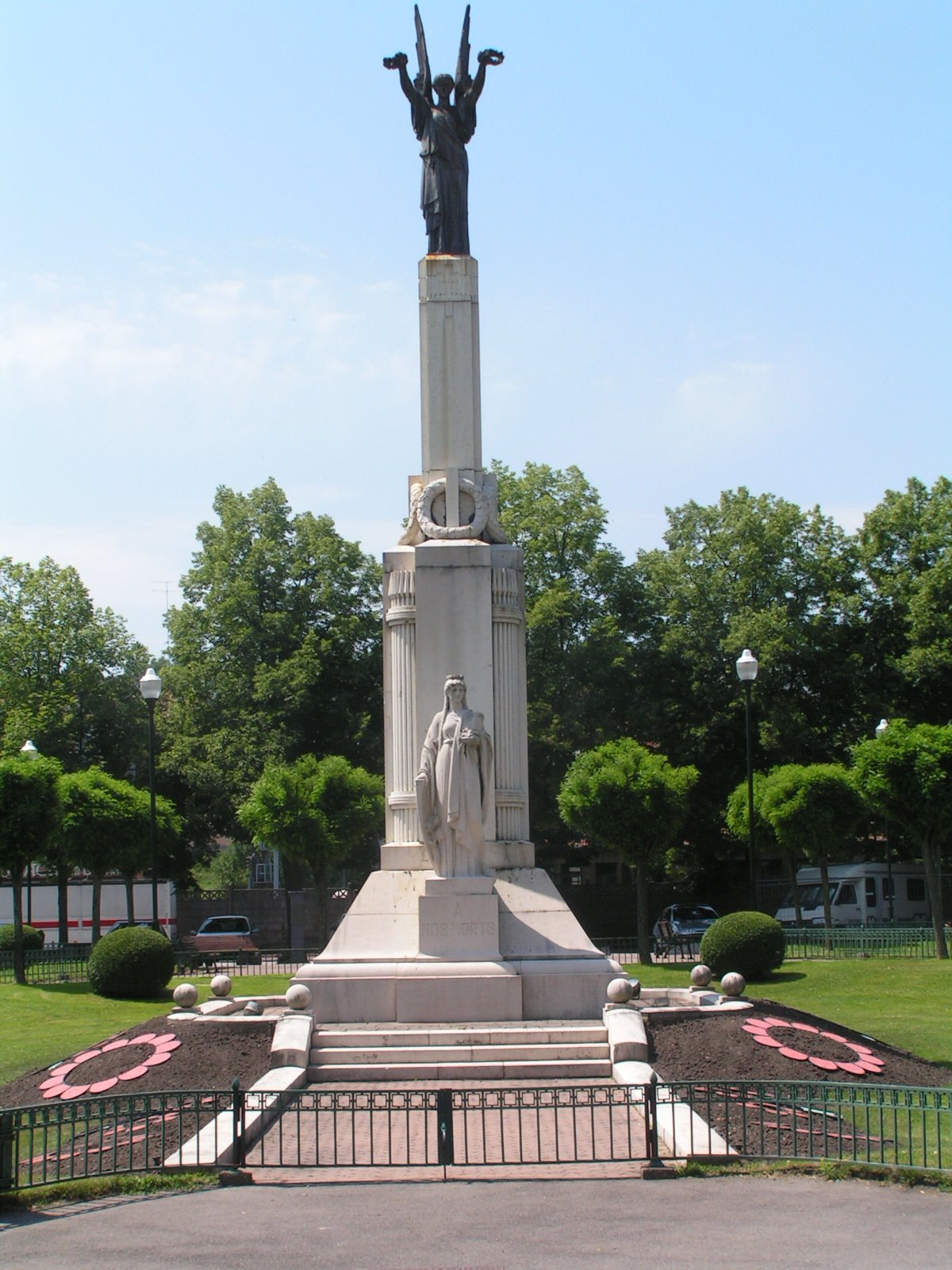
Monument aux morts
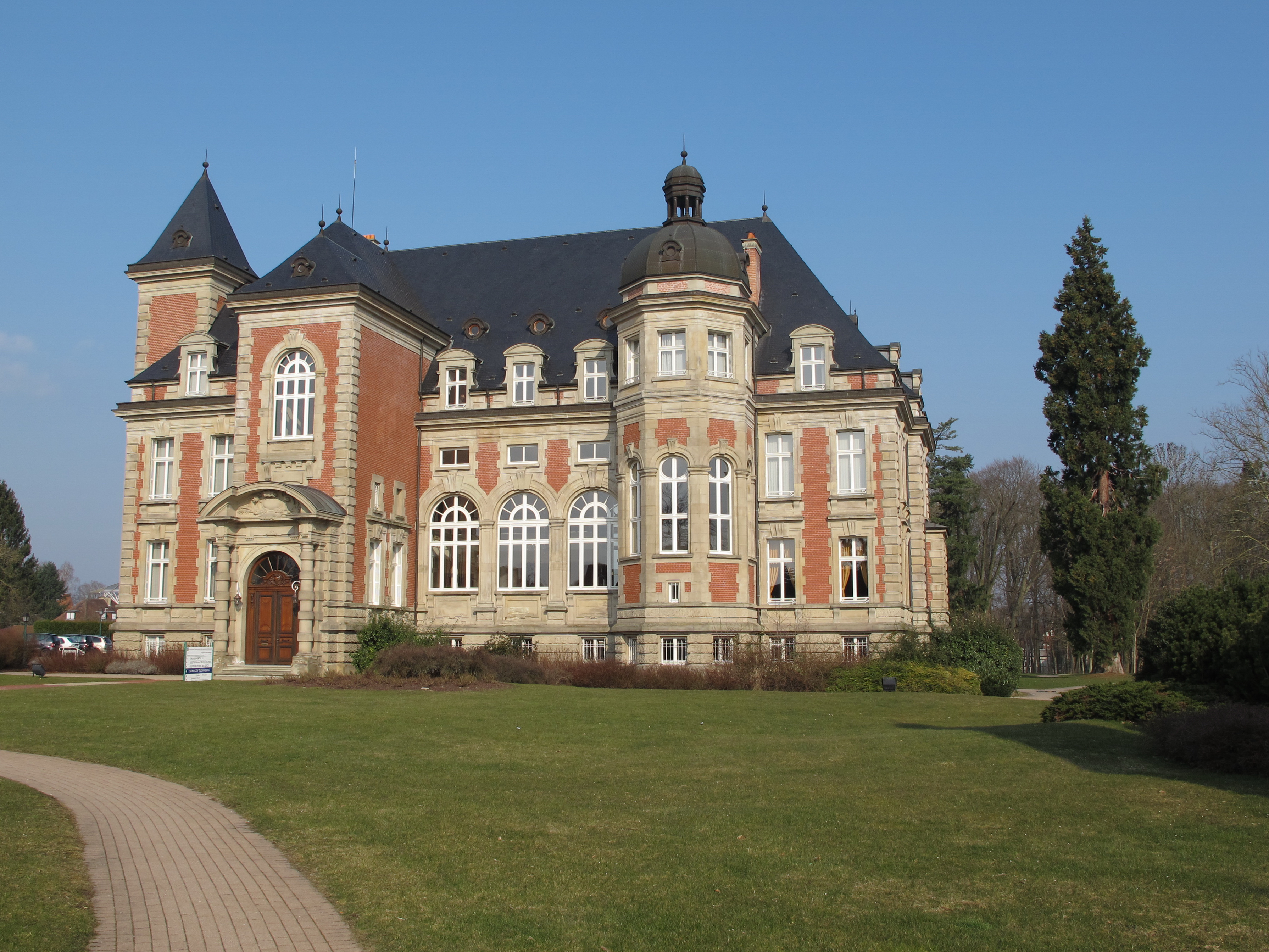
Le château Utzschneider
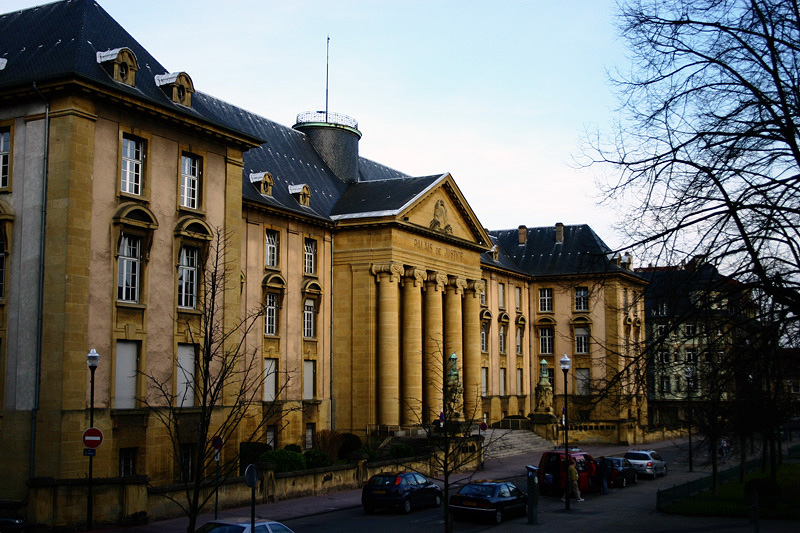
Le tribunal judiciaire
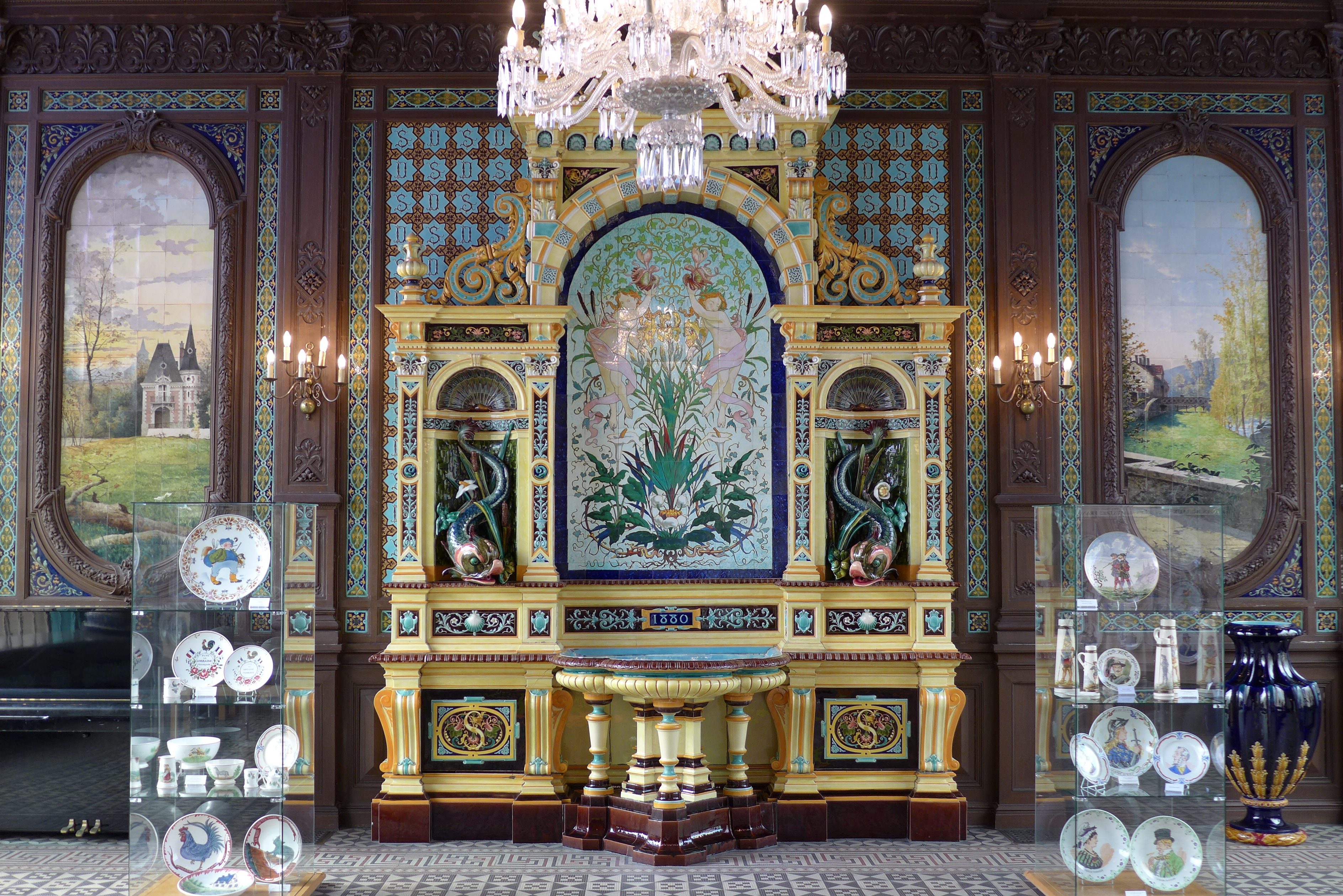
Musée de la Faïence, Le Jardin d’hiver

### Personnalités de la commune

#### Personnalités nées à Sarreguemines
- Jean-Pierre Bachasson, comte de Montalivet (1766 - Saint-Bouize, 1823), ministre de l’Intérieur sous le Premier Empire français[Note 7].
- Georges Bangofsky (18 mai 1777 - Nancy, 30 mai 1837), élève de l'École de Mars en 1794, enrôlé volontaire en 1798, participe aux principales campagnes de l'armée française jusqu'au 4 janvier 1815, date de sa mise à la retraite pour blessures[80].
- Virgile Schneider 1779 - Paris, 1847), général et homme politique français.
- Camille Crémer (1840 - Paris, 1876), général français.
- Émile Loth (1858 - Paris 1924), homme politique, maire de Quéant, député du Pas-de-Calais de 1910 à 1914.
- Hugo Karl (1878 - Berlin, 1944) général de brigade allemand[81].
- Maximilian von Jaunez (1873 - Sarreguemines, 1947), député protestataire lorrain au Reichstag.
- Eberhard Hanfstaengl (1886 - Munich, 1973), historien de l'art allemand.
- Henri Nominé (1892-1972), homme politique, maire.
- Hans Traut (1895 - Darmstadt, 1974) général de division allemand.
- Georg Eißer (1898 - Tübingen, 1964), juriste allemand.
- Anton Johann Huppertz (1900 - Marostica, 1945), scénariste et réalisateur allemand.
- Marianne Oswald (1901 - Limeil-Brévannes, 1985), chanteuse et actrice française.
- Karl Ullrich (1910 - Bad Reichenhall, 1996), officier supérieur allemand.
- Henri Hiegel (1910 - Sarreguemines, 2001) historien de la Moselle.
- Eugen-Ludwig Zweigart (1914 - Le Cambaux, 1944), as de l’aviation allemande.
- Jean-Marie Rausch (24 septembre 1929 - 2024), homme politique français, maire de Metz de 1971 à 2008.
- Jean-Marie Mayeur (28 août 1933-Paris, le 8 octobre 2013), historien, professeur d'histoire contemporaine à La Sorbonne (Université Paris-IV)
- Roland Minnerath, (1946) évêque français, archevêque émérite de Dijon.
- Jean-Paul Potonet (1946), réalisateur français
- Jean Michel Massing (1948), historien de l'art français.
- Céleste Lett (7 mai 1951), homme politique français, maire de Sarreguemines de 2001 à 2020.
- Michel Roth (7 novembre 1959), cuisinier français, exerçant actuellement au Ritz.
- Fabrice Hergott (25 juin 1961), conservateur de musée, directeur du Musée d'art moderne de Paris.
- Éric Hassli (3 mai 1981), footballeur professionnel français.
- Matthieu Sprick (29 septembre 1981), coureur cycliste français.
- Yannick Szczepaniak (29 janvier 1980), lutteur français et médaillé olympique.
- Johan Guilbert (19 avril 1989), joueur de poker professionnel.
- Cédric Tousch (29 mai 1989), boxeur professionnel français[82].
- Aurélie Muller (7 juin 1990), nageuse licenciée au CN Sarreguemines.
- Erza Muqoli (21 septembre 2005), chanteuse en carrière solo, ancien membre du groupe musical Kids United (UNICEF).

#### Personnalités liées à Sarreguemines
- Louis Verdet (1744-1819), homme d'église, député aux États généraux.
- Nicolas François Blaux (1729-1822), maire de Sarreguemines.
- Alfred Döblin, né à Stettin en 1878, médecin et écrivain allemand, auteur du roman Berlin Alexanderplatz ; il séjourne à Sarreguemines où il est médecin à l'hôpital militaire pendant la Première Guerre mondiale. Il meurt après une longue maladie à Freiburg/Breisgau le 26 juin 1957.
- Simon Lazard, né à Frauenberg, fondateur de la banque Lazard[83].
- Wolfgang Kermer, né en 1935 à Neunkirchen (Sarre), historien de l'art allemand, professeur et ancien recteur de la Staatliche Akademie der Bildenden Künste Stuttgart, donateur à la Ville de Sarreguemines.
- France Kermer, née en 1945 à Douvres (Ain), artiste plasticienne française, enseignante en arts plastiques et auteure, donatrice à la Ville de Sarreguemines.
- Marianne Haas-Heckel, née à Sarreguemines en 1946, auteure de quelques ouvrages linguistiques concernant la commune et ses environs.

### Héraldique
| Blason de Sarreguemines | Blason  | Parti d’or, à la croix de Lorraine de gueule, et de gueules à l’alérion d’argent. |
| Blason de Sarreguemines | Détails |                                                                                   |